# Tappeti orientali nei dipinti del Rinascimento
I tappeti orientali nei dipinti del Rinascimento sono tappeti di origine mediorientale, provenienti dall'Anatolia, dalla Persia, dall'Armenia, dall'Azerbaigian, dal Levante, dallo stato mamelucco d'Egitto o dal Nord Africa, usati come elementi decorativi nei dipinti dell'Europa occidentale a partire dal XIV secolo. Diversi dipinti sono giunti ai nostri giorni, ma poiché rimangono pochi tappeti mediorientali prodotti prima del XVII secolo, sebbene il numero di quelli noti sia aumentato negli ultimi decenni, quelli presenti nelle opere pittoriche sono l'unica fonte che possa far conoscere la loro fattura e disegno. Pertanto, la ricerca storico-artistica comparata ha fatto il suo esordio alla fine del XIX secolo facendo affidamento su tappeti rappresentati in dipinti europei databili.

## Storia

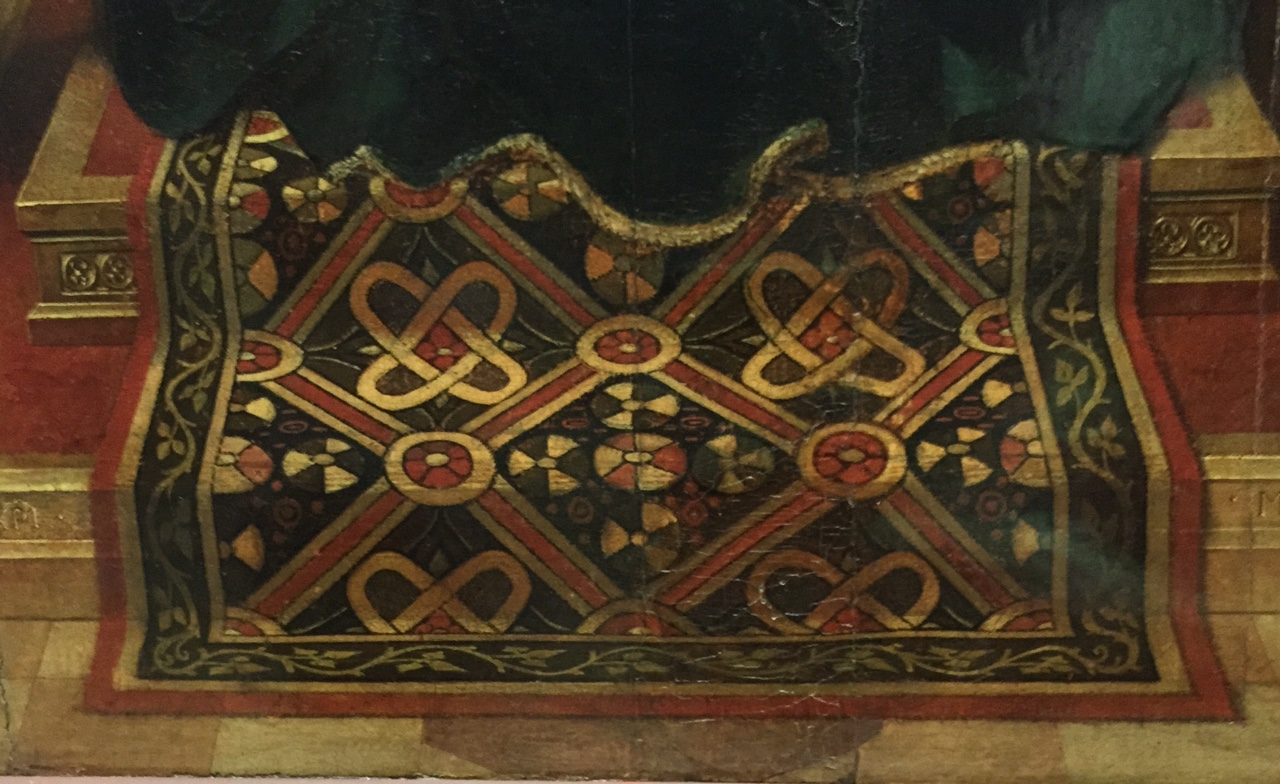
Petrus Christus, La Vergine e il Bambino in trono con i santi Girolamo e Francesco (particolare), 1457, con una rappresentazione realistica di un tappeto a pelo. Museo Städel, Francoforte

Jan van Eyck, Madonna di Lucca (dettaglio), circa 1430. Museo Städel, Francoforte

Le attività di scienziati e collezionisti, a partire dalla fine del XIX secolo, hanno notevolmente aumentato il corpus dei tappeti orientali sopravvissuti, consentendo un confronto più dettagliato dei tappeti esistenti con le loro controparti rappresentate nei dipinti. La ricerca comparativa occidentale ha portato a una storia culturale sempre più dettagliata relativa all'arte orientale della tessitura dei tappeti. Ciò a sua volta ha rinnovato e ispirato l'interesse scientifico nei loro paesi di origine. La ricerca comparativa basata su dipinti e tappeti rinascimentali, conservati in musei e collezioni, continua a contribuire al crescente corpus di conoscenze storiche e culturali dell'arte.
La tradizione di un realismo preciso tra i pittori occidentali della fine del XV e inizio XVI secolo fornisce materiale pittorico che è spesso abbastanza dettagliato da giustificare conclusioni su dettagli anche minuscoli del tappeto dipinto. I tappeti sono trattati con eccezionale cura nella resa di colori, motivi e dettagli di forma e disegno: la trama dipinta di un tappeto raffigurato nella Madonna in trono col Bambino tra i santi Girolamo e Francesco, di Petrus Christus, evidenzia il disegno dei singoli motivi e il modo in cui il pelo si apre dove il tappeto è ripiegato sui gradini, suggerendo che il tessuto raffigurato sia un tappeto tessuto.
Visivamente, i tappeti nelle composizioni servivano per attirare l'attenzione su una persona importante o per evidenziare un luogo in cui si svolgevano azioni significative. Parallelamente allo sviluppo della pittura rinascimentale, inizialmente furono santi cristiani e scene religiose ad essere raffigurate su tappeti. Successivamente, i tappeti furono integrati anche in contesti profani, per rappresentare l'idea di opulenza, esotismo, lusso, ricchezza o status sociale. Nei primi tempi, il loro uso era riservato ai più potenti e ricchi, alla regalità e alla nobiltà. Più tardi, quando un numero maggiore di persone ebbe ricchezza sufficiente per permettersi beni di lusso, i tappeti orientali apparvero anche nei ritratti di mercanti e ricchi borghesi. Durante la fine del XVII e l'inizio del XVIII secolo, l'interesse per la rappresentazione di tappeti andò diminuendo e parallelamente, i dipinti prestarono meno attenzione ai dettagli.
I tappeti orientali dal disegno accattivante erano fortemente attrattivi per i pittori occidentali. I colori ricchi e vari potrebbero aver influenzato i grandi pittori veneziani del Quattrocento. Si è ipotizzato che la rappresentazione pittorica dei tappeti sia legata allo sviluppo della prospettiva lineare, che fu descritta per la prima volta da Leon Battista Alberti nel 1435.
La rappresentazione di tappeti orientali nei dipinti del Rinascimento è considerata come un contributo importante a una "storia universale dell'arte", basata su interazioni di diverse tradizioni culturali. I tappeti del mondo islamico arrivarono in gran numero nell'Europa occidentale nel XV secolo, cosa che è sempre più riconosciuta come un nesso temporale fondamentale negli incontri culturali che hanno contribuito allo sviluppo di idee, arti e scienze del Rinascimento. Contatti intensificati, in particolare il crescente commercio tra il mondo islamico e l'Europa occidentale, fornirono fonti materiali e influenze culturali agli artisti occidentali nei secoli a venire. A loro volta, anche le richieste del mercato europeo influenzarono la produzione di tappeti nei loro paesi di origine.

## Origine e limiti dell'approccio comparativo
Nel 1871, Julius Lessing pubblicò il suo libro sul disegno dei tappeti orientali. Faceva più affidamento sui dipinti europei che sull'esame dei tappeti reali per mancanza di materiale, perché gli antichi tappeti orientali non erano ancora stati collezionati al momento in cui lavorava al suo libro. L'approccio di Lessing si è rivelato molto utile per stabilire una cronologia scientifica della tessitura di tappeti orientali, ed è stato ulteriormente elaborato e ampliato principalmente dagli studiosi della "scuola di Berlino" di storia dell'arte islamica. Wilhelm von Bode e i suoi successori Friedrich Sarre, Ernst Kühnel e Kurt Erdmann hanno sviluppato il metodo "ante quem" per la datazione di tappeti orientali basati su dipinti rinascimentali.
Questi storici dell'arte erano anche consapevoli del fatto che il loro approccio scientifico era parziale: solo i tappeti prodotti dalle fabbriche venivano esportati in Europa occidentale e, di conseguenza, erano disponibili agli artisti del Rinascimento. I tappeti da villaggio o per i nomadi non raggiunsero l'Europa durante il Rinascimento e non furono rappresentati nei dipinti. Ciò fino alla metà del XX secolo, quando collezionisti come Joseph V. McMullan o James F. Ballard riconobbero il valore storico e artistico di questo tipo di produzione, facendoli apprezzare anche al mondo occidentale.

## Caratteristiche
È noto che i tappeti a pelo con disegno geometrico sono stati prodotti a partire dal XIII secolo tra i Selgiuchidi del Rum, nell'Anatolia orientale, con i quali Venezia aveva avuto rapporti commerciali sin dal 1220. Lo stesso commerciante e viaggiatore medievale Marco Polo ha affermato che i tappeti prodotti a Konya erano i migliori al mondo:
 "...e altri fieri soriani e tapeti pulchriores de mundo e pulchrioris coloris (e qui realizzano le sete e i tappeti più belli del mondo e con i colori più belli)." 
Quei tappeti erano realizzati da maestri tessitori armeni che vivevano nelle alte terre armene (chiamate Anatolia in questo articolo), dai tempi della Grande Armenia, e noti per essere stati gli inventori dei tappeti. La parola tappeto deriva dall'antica parola armena (grabar) "capert" incontrata nei vecchi manoscritti armeni del V-VI secolo. Furono prodotti anche tappeti nella Spagna islamica, e uno di questi è mostrato in un affresco del 1340 nel palazzo dei Papi di Avignone. La stragrande maggioranza dei tappeti nei dipinti del XV e XVI secolo provengono dall'Impero ottomano o, eventualmente, da copie europee di questi tipi provenienti dai Balcani, dalla Spagna o da altrove. In realtà questi non erano i migliori tappeti islamici del periodo e si vedono pochissimi esemplari dei migliori tappeti turchi "di corte". Anche se più fini di questi, i tappeti persiani non appaiono che alla fine del XVI secolo, ma diventano sempre più popolari tra gli europei più ricchi nel XVII secolo. I raffinati tappeti mamelucchi egiziani sono presenti, di tanto in tanto, soprattutto nei dipinti veneziani.
Uno dei primi usi di un tappeto orientale in un dipinto europeo è nel San Ludovico di Tolosa che incorona il fratello Roberto d'Angiò di Simone Martini, del 1316-1319. Un altro tappeto anatolico con animali appare in un pannello senese, del 1340–1345, rappresentante la Sacra Famiglia e attribuito a Pietro o Ambrogio Lorenzetti (già in Abegg-Stiftung, Riggisberg, oggi al Meermanno Museum, l'Aia) con animali bianchi e neri alternati all'interno di colorati medaglioni ottagonali. Le rappresentazioni europee di tappeti orientali erano estremamente fedeli agli originali, a giudicare dal confronto con i pochi esempi sopravvissuti di tappeti di data contemporanea. La loro scala più ampia consente anche rappresentazioni più dettagliate e accurate rispetto a quelle mostrate in dipinti in miniatura provenienti dalla Turchia o dalla Persia.
La maggior parte dei tappeti utilizza disegni geometrici islamici, con i primi che usano anche motivi animali come la fenice e il drago di ispirazione cinese, come nell'affresco dell'Accoglienza, educazione e matrimonio di una figlia dello spedale di Santa Maria della Scala, di Domenico di Bartolo (1440). Questi erano stati stilizzati e semplificati in motivi quasi geometrici nella loro trasmissione al mondo islamico. L'intero gruppo, indicato in letteratura come "tappeti con animali", è scomparso dai dipinti verso la fine del XV secolo. Solo una manciata di tappeti originali a motivi animali sopravvivono, due provenienti da chiese europee, dove presumibilmente la loro rarità li ha fatti conservare con cura. Il "tappeto di Marby", uno dei migliori esempi, è stato conservato in una chiesa della città svedese di Marby, mentre un audace adattamento di un motivo "drago e fenice", originariamente cinese, si trova a Berlino. Entrambi sono tappeti, lunghi meno di 2 metri e larghi circa 1 metro, con due scomparti, sebbene il tappeto di Berlino sia privo di un bordo lungo il lato maggiore. I tappeti "drago e fenice" e "Marby" erano gli unici esempi esistenti di tappeti di animali conosciuti fino al 1988. Da allora, sono stati trovati altri sette tappeti di questo tipo. Sopravvissero nei monasteri tibetani e furono portati via dai monaci, in fuga verso il Nepal, durante la rivoluzione culturale cinese. Uno di questi tappeti è stato acquisito dal Metropolitan Museum of Art, che lo espone in parallelo a un dipinto dell'artista senese Gregorio di Cecco, lo Sposalizio della Vergine, 1423. Mostra grandi animali, ciascuno con un animale più piccolo all'interno.
Sebbene i tappeti siano stati dipinti su un pavimento condiviso, la maggior parte di essi si trovano in un'area riservata ai protagonisti, molto spesso su una pedana o di fronte a un altare o giù per i gradini di fronte alla Vergine Maria, a santi o a sovrani, alla maniera di un moderno tappeto rosso. Ciò presumibilmente rifletteva la pratica contemporanea della regalità; in Danimarca il tappeto persiano usato per l'incoronazione, del XVI secolo, viene usato, sotto il trono, per le incoronazioni fino ai giorni nostri. Spesso sono anche stesi sopra balaustre o fuori dalle finestre nelle occasioni festive, come le processioni di Venezia mostrate da Vittore Carpaccio o Gentile Bellini (vedi galleria). Nell'Imbarco di sant'Orsola, del Carpaccio, sono appesi ai lati di barche e passerelle pedonali.
I tappeti orientali erano spesso rappresentati come elemento decorativo nelle scene religiose, ed erano un simbolo di lusso, status e buon gusto, sebbene fossero diventati sempre più disponibili durante il periodo, il che si riflette nei dipinti. In alcuni casi, come i dipinti di Gentile Bellini, i tappeti riflettono un primo interesse orientalista, ma per la maggior parte dei pittori riflettono semplicemente il prestigio dei tappeti in Europa. Un tipico esempio è il tappeto turco ai piedi della Vergine Maria nella Pala di San Zeno del 1456-1459 di Andrea Mantegna.
I ritrattisti, di personaggi non appartenenti ai regnanti, avevano maggiori possibilità di posizionare il loro tappeto su un tavolo o su un altro mobile, soprattutto nel Nord Europa, anche se i tappeti accanto a un letto non erano rari, come nel Ritratto dei coniugi Arnolfini del 1434. I tappeti si trovano su tavoli in particolare nelle scene italiane che mostrano la Chiamata di san Matteo, quando era impegnato nel suo lavoro di esattore delle tasse, e nella vita di Sant'Eligio, che era un orafo. Entrambi sono mostrati seduti a lavorare a un tavolo coperto da un tappeto o in un negozio.
I tappeti orientali utilizzati nella pittura rinascimentale italiana avevano varie origini geografiche, designati nell'Italia contemporanea con nomi diversi: i cagiarini (disegno mamelucco dall'Egitto), i damaschini (regione di Damasco), i barbareschi (Nordafrica|Nord Africa), i rodi (probabilmente importati attraverso Roma), il turcheschi (impero ottomano) e il simiscasa (circassi o caucasici).
Alcuni dei tappeti da preghiera rappresentati nei dipinti religiosi cristiani sono islamici, con motivi come il mihrab o la Kaʿba (i cosiddetti tappeti con motivo "rientrante", in seguito chiamati "Bellini"). La rappresentazione di tali tappeti da preghiera è scomparsa dopo il 1555, probabilmente a seguito del riconoscimento del loro significato religioso e della connessione con l'Islam.
La raffigurazione di tappeti orientali, in dipinti diversi dai ritratti, generalmente diminuì dopo il 1540, in corrispondenza con il declino del gusto per la rappresentazione altamente dettagliata degli oggetti tra i pittori, e dei più grandi ambienti classici che classificavano immagini religiose ieratiche.

## Modelli di tappeti che prendono il nome dagli artisti
Quando gli studiosi occidentali hanno esplorato la storia della produzione dei tappeti islamici, diversi tipi di modelli di tappeti sono stati convenzionalmente chiamati con i nomi dei pittori europei che li avevano effigiati nei loro dipinti e questi termini rimangono ancora in uso. La classificazione è principalmente quella di Kurt Erdmann, un tempo direttore del Museo di Pergamo di Berlino, e il principale studioso di tappeti del suo tempo. Alcuni di questi tipi di tappeto hanno cessato di essere prodotti da diversi secoli e la posizione della loro produzione rimane incerta, quandi non sono disponibili termini di paragone. La classificazione ignora i motivi del bordo e distingue tra tipo, dimensione e disposizione del gul o motivi più grandi nel campo centrale del tappeto. Oltre a quattro tipi di tappeti Holbein, ci sono tappeti Bellini, Crivelli, Memling e Lotto. Questi nomi sono comunque convenzionali: molti altri artisti hanno dipinto questi tipi e spesso gli stessi artisti presi a esempio hanno dipinto anche altri tipi diversi di tappeto nelle rispettive carriere.

### Tappeti Bellini
Sia Giovanni Bellini che suo fratello Gentile (che visitarono Istanbul nel 1479) dipinsero esempi di tappeti da preghiera con un unico motivo "rientrante" o buco della serratura sul fondo di una figura più grande tracciata in un sottile bordo. All'estremità superiore i bordi si chiudevano in diagonale su un punto, dal quale pendeva una "lampada". Il disegno aveva un significato islamico e la sua funzione sembra essere stata riconosciuta in Europa, poiché erano conosciuti in inglese come tappeti "moschetti", una corruzione di "moschea". Più tardi i tappeti da preghiera Ushak, in cui entrambe le estremità hanno il bordo interno appuntito diagonale, anziché solo nella parte superiore come nei tappeti Bellini, sono talvolta noti come tappeti "Tintoretto", sebbene questo termine non sia così comunemente usato come gli altri citati sopra.

### Tappeti Crivelli
Carlo Crivelli dipinse due volte quello che sembra essere lo stesso piccolo tappeto, con il centro ripreso da un complesso motivo a stella a sedici punte composto da diversi scomparti di diversi colori, alcuni contenenti motivi animali altamente stilizzati. I tappeti reali comparabili sono estremamente rari, ma ce ne sono due a Budapest. L'Annunciazione del 1482 nel museo Städel di Francoforte lo mostra nella parte superiore, e lo stesso tappeto sembra essere usato nell'Annunciazione con sant'Emidio nella National Gallery di Londra (1486), che lo mostra appeso ad un balcone in alto a sinistra, assieme a un diverso tipo di tappeto su un altro balcone in primo piano a destra. Questa tipologia sembra essere un tipo di transizione tra i primi tappeti a motivi animali e i seguenti a disegni puramente geometrici, come i tipi di Holbein, che forse riflettono una più scrupolosa applicazione ottomana dell'aniconismo islamico.

### Tappeti Memling
Questi prendono il nome da Hans Memling, che dipinse diversi esempi di quelli che potrebbero essere stati i tappeti armeni nell'ultimo quarto del XV secolo e sono caratterizzati da diverse linee che escono dai motivi e finiscono in "ganci", avvolgendosi su se stessi attraverso due o tre giri a 90°. Un altro esempio appare in una miniatura dipinta per Renato d'Angiò intorno al 1460, un'edizione del Livre du Coeur d’amour épris attribuita a Barthélemy d'Eyck.

### Tappeti Holbein
Questi si trovano in dipinti di molti decenni prima di Holbein, e sono suddivisi in quattro tipi (di cui Holbein ne dipinse solo due); sono i disegni più comuni del tappeto anatolico visti nei dipinti del Rinascimento nordico e hanno continuato a essere prodotti per un lungo periodo. Tutti sono puramente geometrici e utilizzano una varietà di composizioni di losanghe, croci e motivi ottagonali all'interno del campo principale. Le sottodivisioni sono:
- Tipo I: Holbein a disegno piccolo. Questo tipo è definito da un'infinita ripetizione di piccoli schemi, con file alternate di ottagoni e file sfalsate di diamanti, come si vede in Holbein il Giovane Ritratto di Georg Gisze (1532), o nella Riunione a Somerset House (di anonimo forse spagnolo, 1608).[47][48]
- Tipo II: ora più spesso chiamato tappeto Lotto - vedi sotto.
- Tipo III: Holbein a motivo largo. I motivi nel campo all'interno del bordo consistono in uno o due grandi quadrati pieni di ottagoni, posizionati regolarmente e separati l'uno dall'altro e dai bordi da strisce strette. Non ci sono motivi "gul" secondari. Il tappeto Ambasciatori di Holbein è di questo tipo.[49][50]
- Tipo IV: Holbein a motivo largo. Scomparti grandi, quadrati, pieni di stelle sono combinati con quadrati secondari più piccoli contenenti ottagoni o altri motivi "gul". Contrariamente agli altri tipi, che contengono solo schemi di uguale scala, il tipo IV Holbein mostra ornamenti subordinati di scala disuguale.[51][52]

### Tappeti Lotto
In precedenza erano conosciuti come "Holbein Tipo II a disegno piccolo", ma questi non ne dipinse mai uno, a differenza di Lorenzo Lotto, che lo ritrasse diverse volte, sebbene non fosse il primo artista a farlo. Lotto è anche documentato come proprietario di un grande tappeto, sebbene si ignori di quale forma e tipo. I tappeti Lotto furono prodotti, principalmente durante il XVI e il XVII secolo, lungo la costa egea dell'Anatolia, in Turchia, ma anche copiati in varie parti d'Europa, tra cui Spagna, Inghilterra e Italia. Sono caratterizzati da un arabesco di pizzo, di solito in giallo su fondo rosso, spesso con dettagli blu.
Sebbene appaiano molto diversi dai tappeti Holbein di tipo I, sono uno sviluppo di quel tipo, in cui i bordi dei motivi, quasi sempre in giallo su un fondo rosso, decollano in arabeschi rigidi che suggeriscono un po' di fogliame e terminano con palmette ramificate. Il tipo era comune e di lunga durata, ed è anche noto come "Arabesque Ushak".
A giudicare dai dipinti, raggiunsero l'Italia nel 1516, il Portogallo circa un decennio dopo, e il nord Europa, compresa l'Inghilterra, nel 1560. Continuano ad apparire nei dipinti fino al 1660 circa, specialmente nei Paesi Bassi.

### Tappeti Ghirlandaio
Un tappeto strettamente legato al dipinto della Sacra conversazione degli Ingesuati del 1483 di Domenico Ghirlandaio fu trovato da A. Boralevi nella chiesa evangelica, Hălchiu in Transilvania, attribuito all'Anatolia occidentale, e risalente alla fine del XV secolo.
Il disegno generale del tipo Ghirlandaio, come nel dipinto del 1486, è legato al tipo 1 di Holbein. È definito da uno o due medaglioni centrali a forma di diamante, costituiti da un ottagono all'interno di un quadrato, dai cui lati sorgono motivi triangolari e curvilinei. I tappeti con questo medaglione sono stati tessuti nella regione anatolica occidentale di Çanakkale dal XVI secolo. Un frammento di tappeto con un medaglione Ghirlandaio è stato trovato nella Grande Moschea di Divriği, e risale al XVI secolo. I tappeti con medaglioni simili erano datati rispettivamente al XVII, XVIII e XIX secolo e sono ancora oggi tessuti nella regione di Çanakkale.
Nel suo saggio sui disegni centralizzati, Thompson relaziona il motivo medaglione centrale dei tappeti orientali con i motivi del "piedistallo di loto" e del "colletto di nuvola (yun chien)", utilizzati nell'arte dell'Asia buddista. L'origine del disegno risale quindi ai tempi pre-islamici, probabilmente al tempo degli Yuan in Cina. Brüggemann e Boehmer sostengono inoltre che potrebbe essere stato introdotto in Anatolia occidentale dai Selgiuchidi, o invasori mongoli nell'XI o nel XIII secolo. Contrariamente alla variegata variazione dei motivi osservati in altri tipi di tappeti, il disegno a medaglione Ghirlandaio è rimasto in gran parte inalterato dal XV al XXI secolo, e quindi esemplifica un'insolita continuità di un disegno di tappeto tessuto all'interno di una regione specifica.

### Van Eyck e Petrus Christus: tappeti dipinti senza controparti sopravvissute
I pittori olandesi Jan van Eyck, nella Madonna del canonico van der Paele, nella Madonna di Lucca e nel Trittico di Dresda, e Petrus Christus, nella Vergine col Bambino in trono con i santi Girolamo e Francesco, hanno dipinto quattro diversi tappeti, tre dei quali con un disegno simile. Dal realismo delle raffigurazioni apprendiamo come questi sono tappeti a pelo, ma ne non sono sopravvissuti esemplari direttamente comparabili.
Il motivo del tappeto raffigurato sulla Madonna di van der Paele Jan van Eyck potrebbe essere fatto risalire a motivi tardo-romani e legato ai primi mosaici islamici trovati nel palazzo omayyade di Khirbat al-Mafjar.
Tappeti simili, ma non identici, compaiono nei dipinti della Madonna di Lucca, del trittico di Dresda e della Vergine col Bambino e santi che mostrano un disegno prevalentemente geometrico con una composizione a losanghe in ripetizione infinita, costruita da sottili fasce che collegano stelle a otto punte. Yetkin ha identificato un tappeto anatolico con un disegno simile ma più avanzato della losanga (Yetkin, 1981, tavola 47 nel Mausoleo di Mevlana, a Konya, risalente al XVII secolo. Mette in relazione questi tappeti con i tappeti "Dragon" caucasici del XIX secolo con un disegno simile a losanga (p.   71), e afferma che i tappeti del tipo raffigurato da van Eyck e Petrus Christus sono i primi precursori anatolici del successivo disegno caucasico.
I bordi principali dei tappeti nella Madonna di van der Paele e in quella di Lucca, così come nella Vergine col Bambino e santi mostrano ciascuno uno stelo di trifoglio ondulato non orientale. Ornamenti simili si trovano nei bordi di molti tappeti nei dipinti dei primitivi fiamminghi dal XV all'inizio del XVI secolo. Le frange di questi tappeti si trovano spesso ai lati dei tappeti dipinti, non all'estremità superiore e inferiore, pertanto, o i tappeti avevano una forma insolitamente quadrata, o forse gli artisti hanno usato una licenza e improvvisato rispetto ai modelli autentici. In alternativa, i tappeti rappresentati da van Eyck e Petrus Christus potrebbero essere stati di produzione europea occidentale. Il disegno ondulato del trifoglio è una caratteristica ben nota dell'ornamento gotico occidentale.

## Tipi di tappeti specifici

### Tappeti Cairene mamelucco e ottomano
A partire dalla metà del XV secolo, in Egitto venne prodotto un tipo di tappeto che era caratterizzato da un medaglione centrale dominante, o da tre a cinque medaglioni di fila lungo l'asse verticale. Numerosi ornamenti più piccoli erano posizionati intorno ai medaglioni, come stelle a otto punte o piccoli ornamenti composti da elementi floreali stilizzati. Gli innumerevoli piccoli ornamenti geometrici e floreali davano un'impressione caleidoscopica. Sessanta di questi tappeti furono consegnati al cardinale inglese Thomas Wolsey in cambio di una licenza che consentiva ai commercianti veneziani di importare vino in Inghilterra. Il primo dipinto noto che rappresenta un tappeto mamelucco è di Giovanni Bellini, Ritratto del doge di Venezia Loredan e dei suoi quattro consiglieri, del 1507. Un maestro francese ne dipinse uno nei Tre fratelli De Coligny nel 1555. Un'altra rappresentazione si trova in Ambrosius Francken, l'Ultima cena, del 1570 circa, dove il grande medaglione è raffigurato in modo da formare l'aureola attorno alla testa di Cristo. I caratteristici ornamenti del tappeto mamelucco sono chiaramente visibili. Ydema ha documentato un totale di sedici rappresentazioni databili di tappeti mamelucchi.
Dopo la conquista ottomana del Sultanato mamelucco, nel 1517, le due diverse culture si unirono in Egitto, come si vede sui tappeti mamelucchi tessuti dopo questa data. Dopo la conquista dell'Egitto, i tessitori di Cairene adottarono un disegno turco ottomano. La produzione di questi tappeti continuò in Egitto all'inizio del XVII secolo. Un tappeto di tipo ottomano Cairene è raffigurato in  Annunciazione di Ludovicus Finsonius. Il suo disegno dei bordi è lo stesso di un tappeto del Rijksmuseum di Amsterdam. Un tappeto simile è stato raffigurato da Adriaen van de Venne in Buffone che sfila una calza a una fanciulla del 1630. Peter Paul Rubens e Jan Brueghel il Vecchio, in Cristo nella casa di Maria e Marta, 1628, mostrano i caratteristici steli a S che terminano in doppie foglie di lancetta a forma di falce. Vari tappeti del tipo Cairene ottomano sono raffigurati negli affreschi del Moretto nella "Sala delle Dame" a palazzo Salvadego a Brescia.

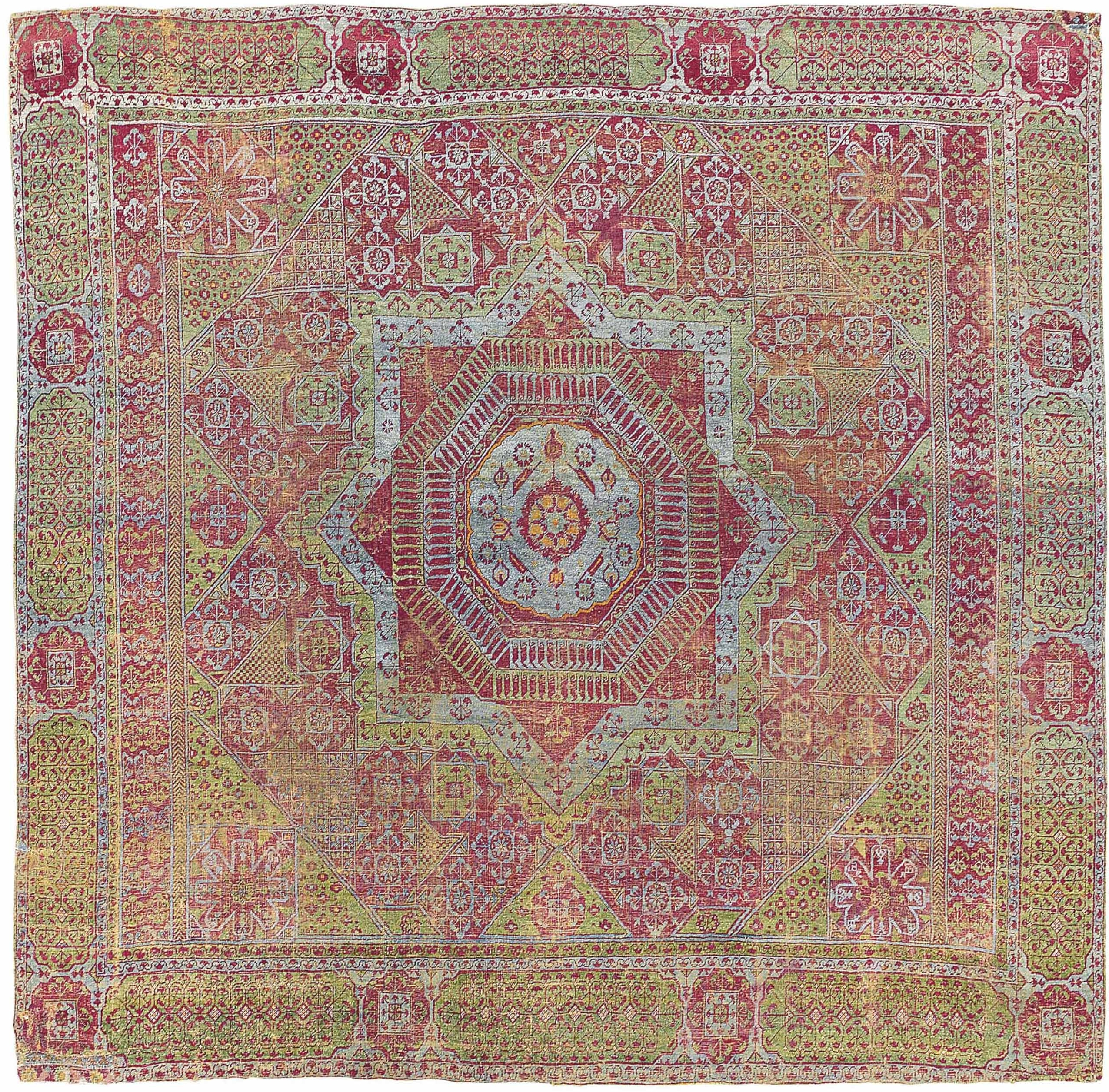
Il tappeto mamelucco "Baillet-Latour", Il Cairo, inizi del XVI secolo
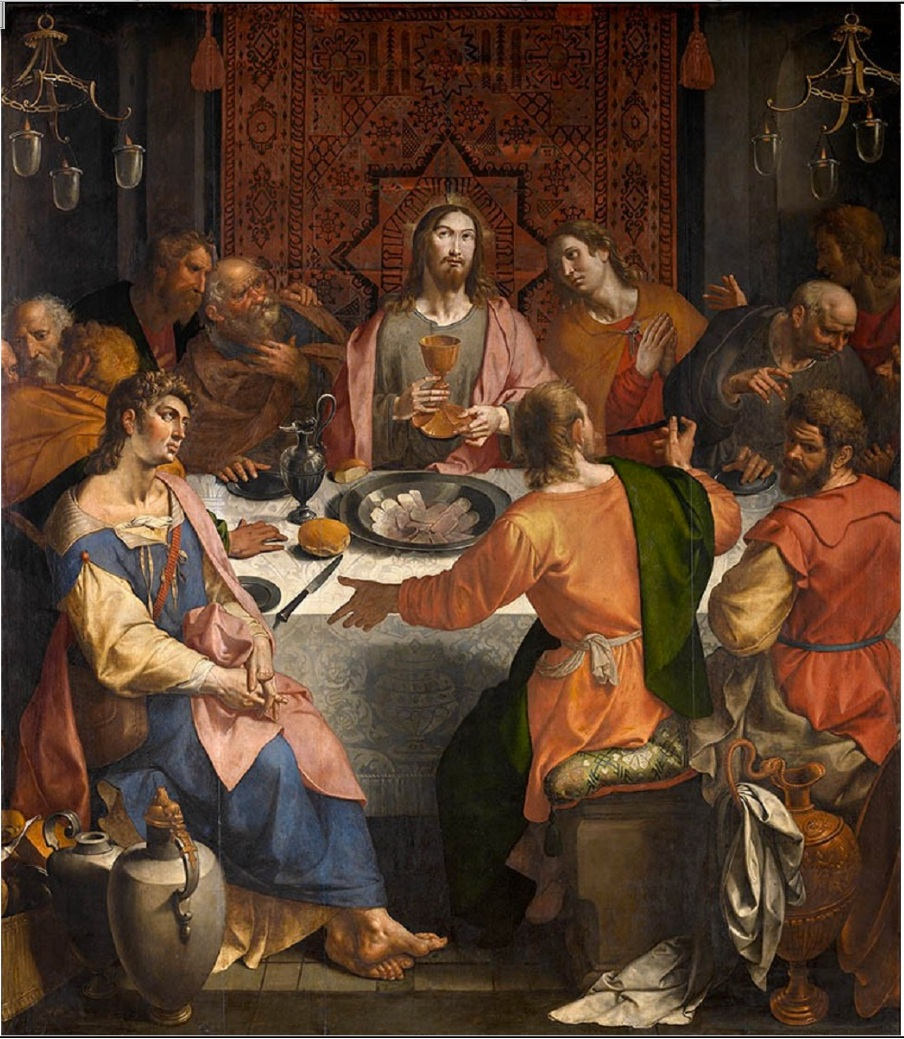
Ambrosius Francken, l'Ultima Cena, XVI secolo, Museo Reale di Belle Arti di Anversa, con un tappeto mamelucco egiziano
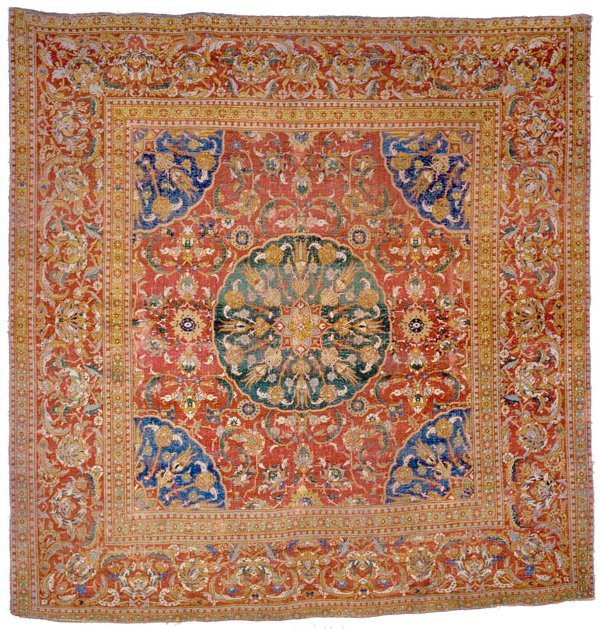
Tappeto ottomano. Probabilmente Il Cairo, Egitto. Prima metà del XVII secolo
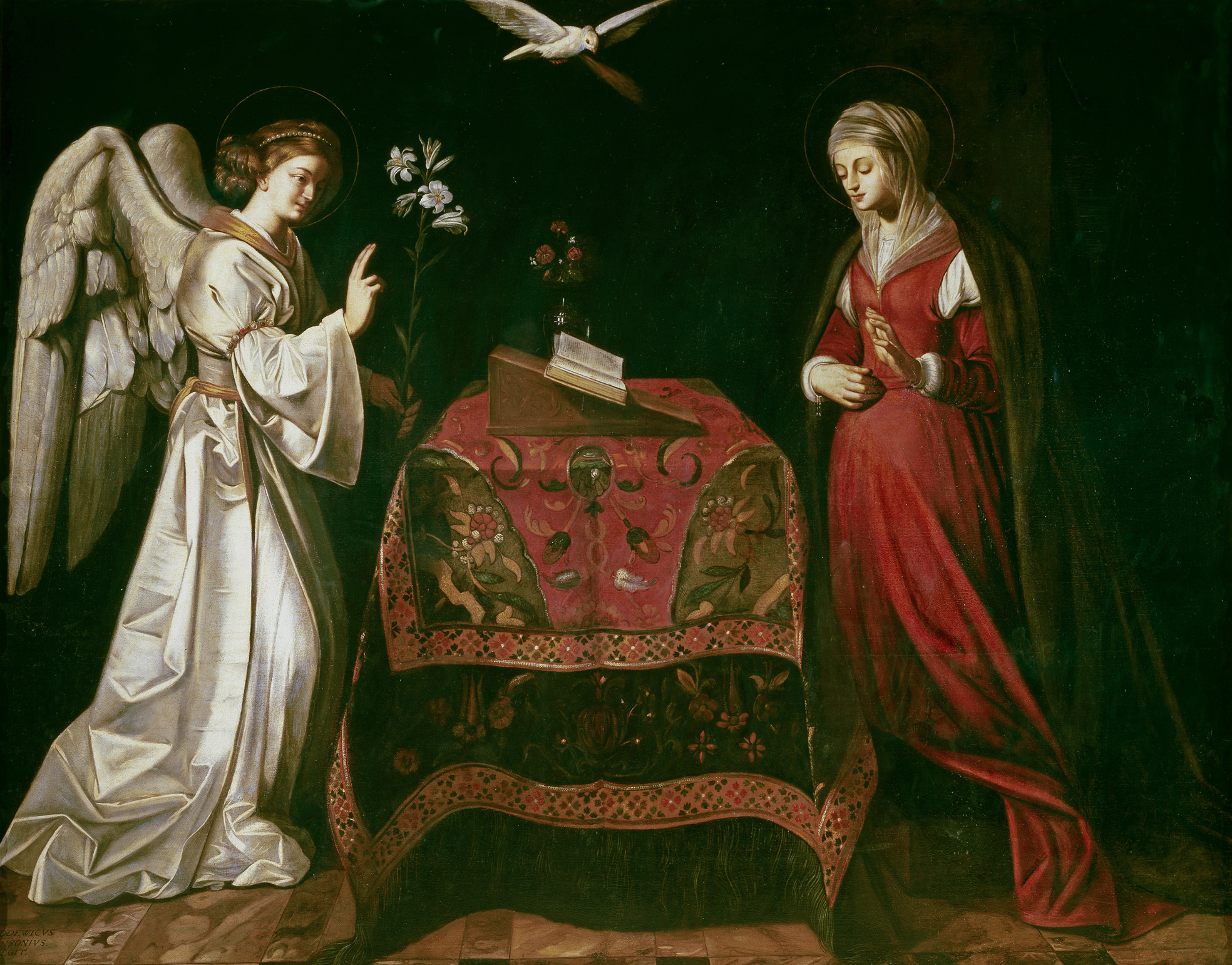
Louis Finson, Annunciazione . XVII secolo, Museo del Prado, raffigurante un tappeto Cairene ottomano
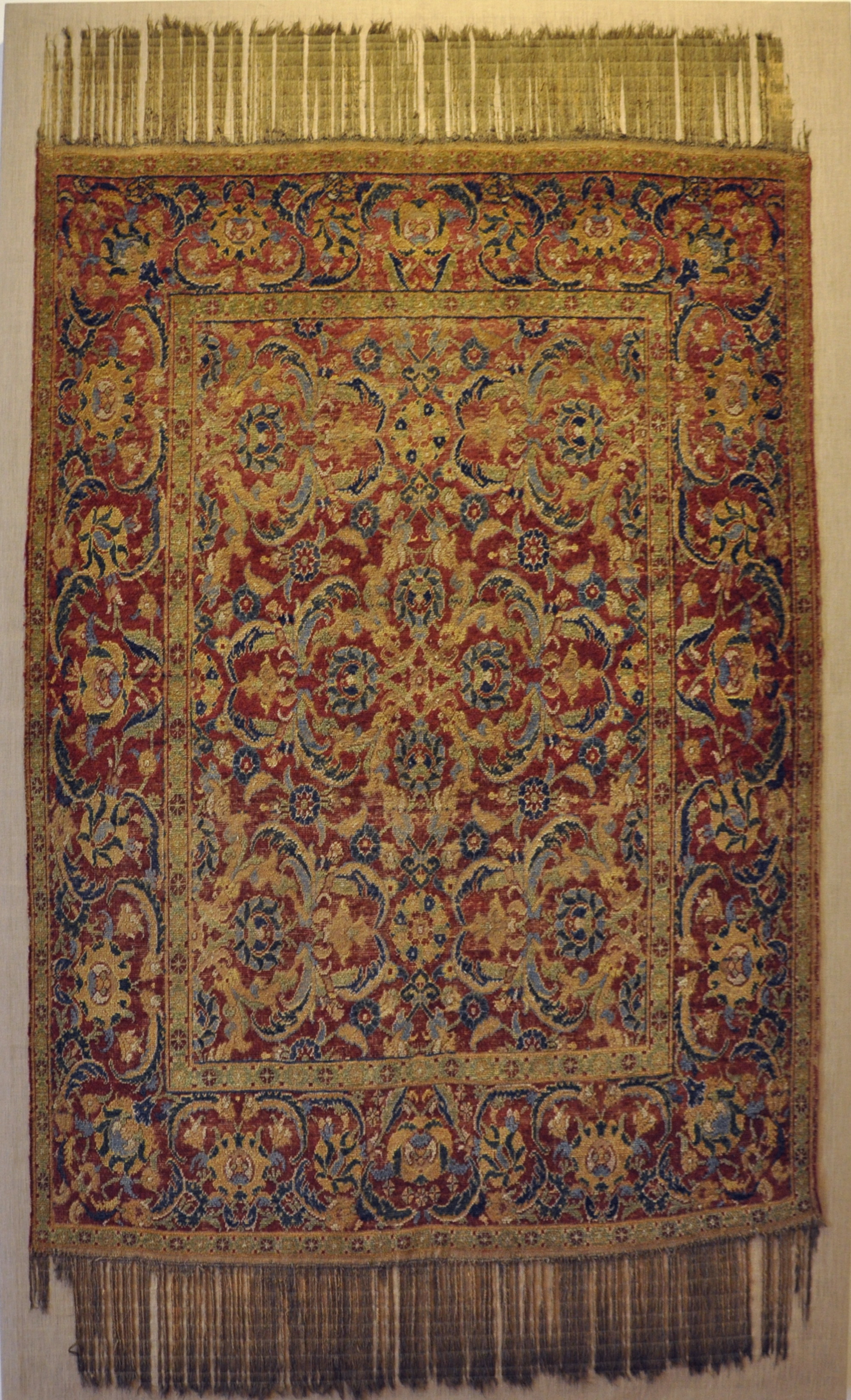
Tappeto Cairene ottomano, XVI secolo, Museum für angewandte Kunst di Francoforte St. 136
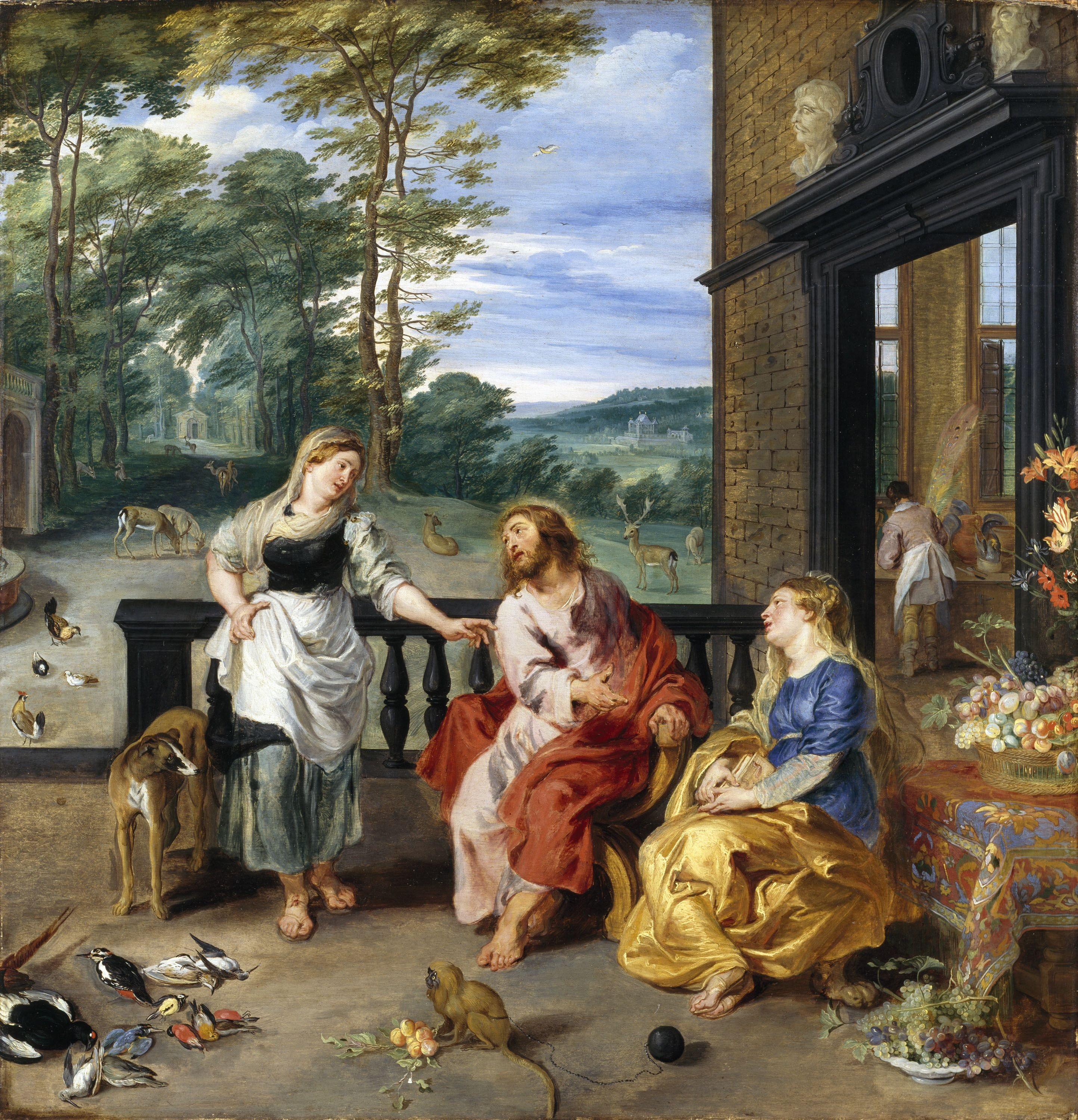
Cristo nella casa di Marta e Maria, 1628, Jan Bruegel e Peter Paul Rubens, Galleria nazionale d'Irlanda, raffigurante un tappeto ottomano di Cairene.

### Tappeti "Chequerboard" o tappeti a scomparti del XVII secolo
Un gruppo estremamente raro di tappeti, i tappeti "chequerboard" sono stati considerati come un "continuum" successivo e derivato del gruppo di tappeti Mamelucchi e Cairene ottomani, di cui sono sopravvissuti circa trenta esemplari. Si distinguono per il loro disegno composto da file di quadrati con triangoli in ogni angolo che racchiude un motivo a stella. Tutti i tappeti "chequerboard" hanno bordi con cartigli e medaglioni lobati. La loro attribuzione è ancora in discussione. I colori e i motivi assomigliano a quelli visti nei tappeti mamelucchi; tuttavia, sono a "cucchiaio a S" e a "Z ritorto" e quindi simili ai primi tappeti armeni. Sin dai primi tempi sono attribuiti a laboratori di Damasco. Pinner e Franses difendono questa attribuzione perché la Siria era stata prima sotto l'influenza dei mamelucchi e poi dell'Impero ottomano. Ciò spiegherebbe le somiglianze con i colori e i motivi dei tappeti Cairene. L'attuale datazione dei tappeti "chequerboard" è anche coerente con gli inventari delle collezioni europee dei primi anni del XVII secolo. I tappeti del tipo "chequerboard" sono raffigurati da Pietro Paolini (1603-1681) nel suo Autoritratto, e da Gabriel Metsu nel Festino musicale.

### Grandi tappeti Ushak (stella e medaglione)
Contrariamente al numero relativamente elevato di tappeti sopravvissuti di questo tipo, relativamente pochi di essi sono rappresentati in dipinti rinascimentali.
I tappeti a stella Ushak erano spesso tessuti in grandi formati. In quanto tali, rappresentano un prodotto tipico della manifattura cittadina più organizzata. Sono caratterizzati da grandi medaglioni primari a forma di stella blu scuro in ripetizione infinita su un campo di terra rossa contenente un rotolo floreale secondario. Il disegno è stato probabilmente influenzato dalla miniatura persiana nord-occidentale o dai medaglioni dei tappeti persiani. Rispetto ai tappeti a medaglione Ushak, il concetto di ripetizione infinita nei tappeti a stella Ushak è più accentuato e in linea con la prima tradizione del disegno turco. A causa della loro forte allusione alla ripetizione infinita, il disegno a stella Ushak può essere utilizzato su tappeti di varie dimensioni.
I tappeti a medaglione Ushak, di solito hanno un campo rosso o blu decorato con un traliccio floreale o viticci fogliari, medaglioni primari ovoidali alternati a stelle più piccole a otto lobi, o medaglioni lobati, intrecciati con trafori floreali. Il loro bordo spesso contiene palmette su un rotolo floreale e foglia e caratteri pseudo-cufici.
La rappresentazione più nota di un medaglione Ushak fu dipinta nel 1656 da Jan Vermeer nel suo dipinto della Mezzana. È posizionato orizzontalmente; si può vedere l'estremità superiore o inferiore con il medaglione angolare a forma di stella. Sotto la mano della donna che regge il bicchiere, si può notare una parte di un caratteristico medaglione Ushak. Il tappeto si trova anche nella Lezione di musica, in Donna che legge una lettera davanti alla finestra e nel Concerto a tre, nei quali difficilmente si notano differenze nei dettagli del disegno o nella struttura di tessitura indicando che tutte e tre le tele potrebbero risalire a un singolo esemplare che Vermeer potrebbe aver avuto nel suo studio. I dipinti di Vermeer, Steen e Verkolje raffigurano un tipo speciale di tappeto Ushak di cui non si conosce alcuna controparte sopravvissuta, caratterizzato da colori piuttosto cupi, tessitura grossolana e motivi con un disegno curvilineo più degenerato.

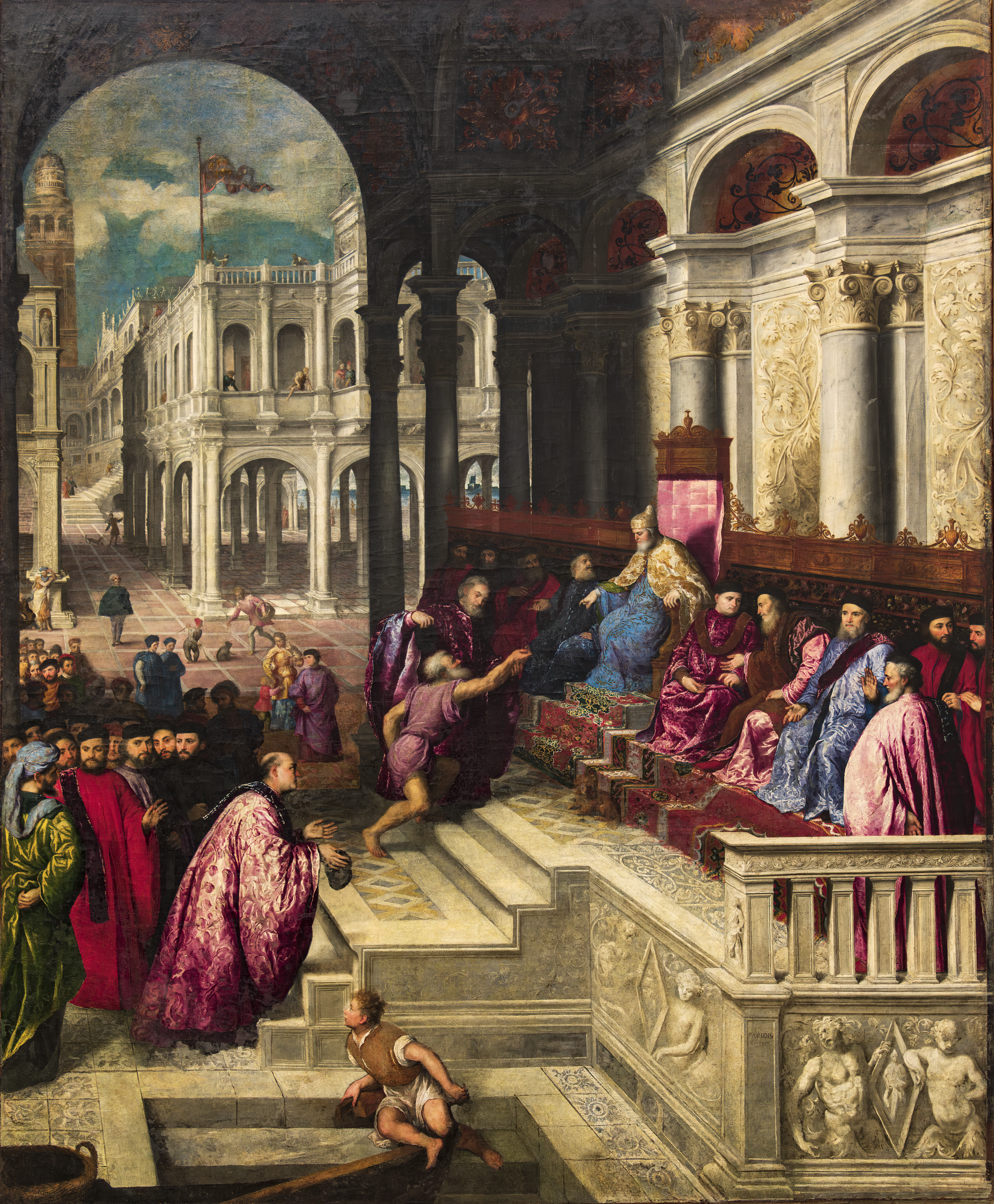
Paris Bordon, Presentazione dell'anello al Doge di Venezia, 1534. L'unica rappresentazione di un grande tappeto Stella Ushak con medaglioni a stella a otto punte.
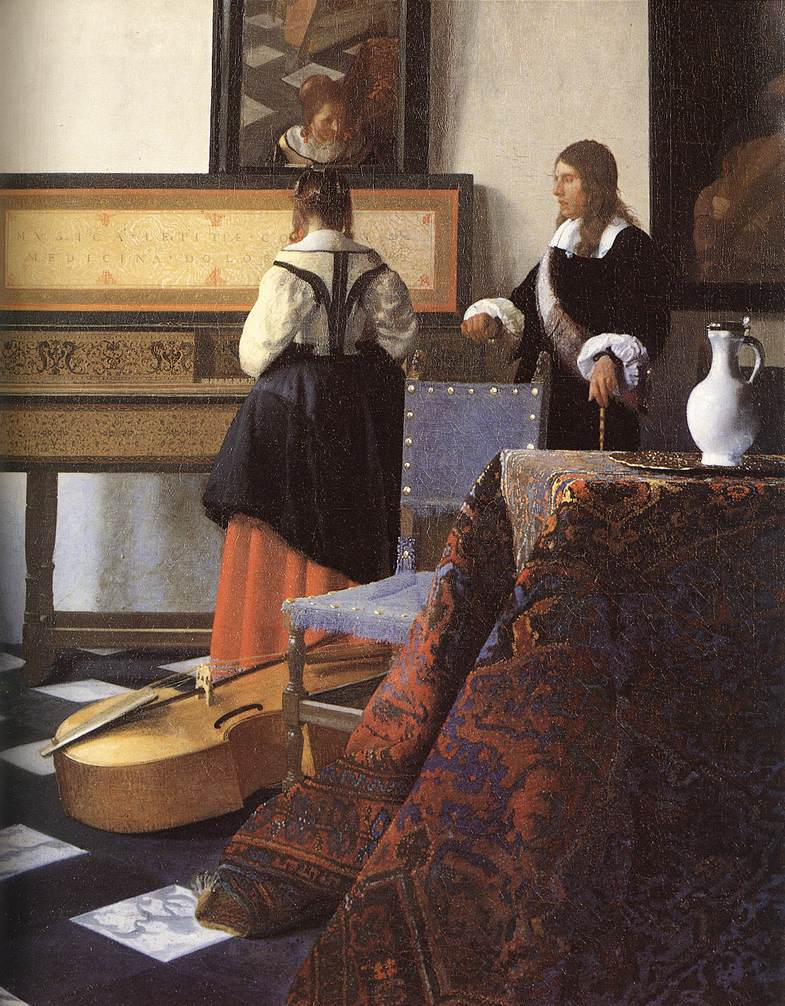
Jan Vermeer, La lezione di musica (dettaglio), 1662–5, Buckingham Palace
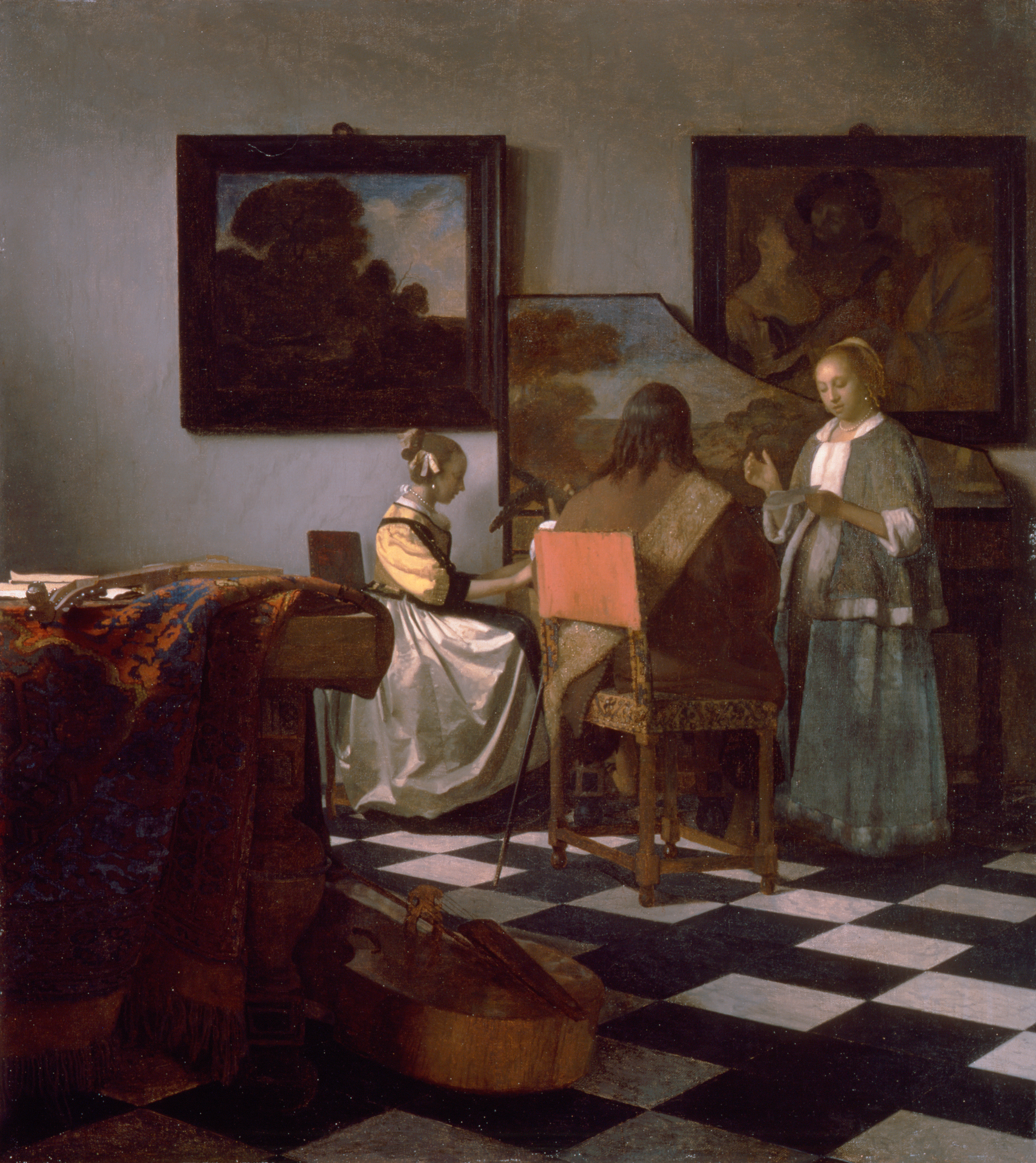
Jan Vermeer, Il concerto, 1663–6, rubato all'Isabella Stewart-Gardner Museum, Boston, nel 1990
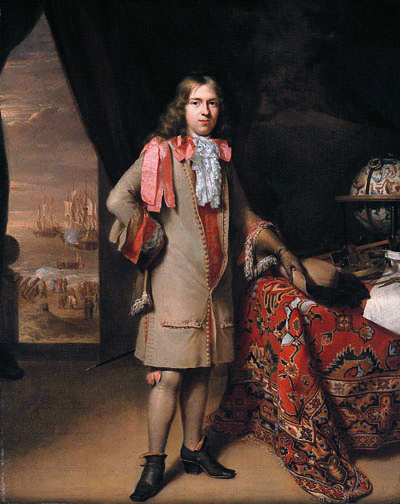
Jan e Nicolaes Verkolje, Ritratto di Willem de Vlamingh, 1690–1700

### Tappeti persiani e anatolici nel XVII secolo
I tappeti rimasero un modo importante per ravvivare lo sfondo di ritratti a figura intera nel corso dei secoli XVI e XVII, ad esempio nei ritratti inglesi di William Larkin.
I tappeti di seta finemente annodati al tempo di Shah Abbas I a Kashan e Esfahan sono raramente rappresentati nei dipinti, poiché erano senza dubbio molto insoliti nelle case europee; tuttavia, in Donna che suona il teorbo di Gerard ter Borch (Metropolitan Museum of Art, 14.40.617) mostra un tale tappeto appoggiato sul tavolo su cui è appoggiato il cavaliere. I tappeti floreali "Esfahan" del tipo Herat, invece, venivano esportati in gran numero in Portogallo, Spagna e Paesi Bassi, e sono spesso rappresentati negli interni dipinti da Velázquez, Rubens, Van Dyck, Vermeer, Ter Borch, de Hooch, Bol e Metsu, dove le date dei dipinti forniscono un criterio per stabilire la cronologia dei motivi.
I soggetti reali e aristocratici di Antoon van Dyck erano in gran parte divenuti acquirenti di tappeti persiani, ma i meno ricchi erano ancora ritratti con i tappeti turchi. Il ritratto, del 1620, rappresentante Abraham Graphaeus, di Cornelis de Vos, il Ritratto di un uomo sconosciuto di Thomas de Keyser (1626) e il Ritratto di Costanzajn Huyghens e il suo impiegato (1627) sono tra i primi dipinti che raffigurano un nuovo tipo di tappeto turco di manifattura ottomana, esportato in Europa in grandi quantità, probabilmente per soddisfare la crescente domanda. Un gran numero di tappeti simili è conservato in Transilvania, che fu un importante centro del commercio di tappeti armeni durante il XV-XIX secolo. Molti armeni lasciarono le loro case nell'Armenia occidentale, governata dalla Turchia ottomana, e fondarono centri artigianali di tessitura di tappeti a Gherla, in Transilvania. Quindi, i tappeti di questo tipo sono conosciuti come "tappeti della Transilvania". Pieter de Hooch nel dipinto Ritratto di una famiglia che fa musica, del 1663, raffigura un tappeto da preghiera ottomano di tipo "Transilvania". Nelle colonie americane, Isaac Royall e la sua famiglia furono dipinti da Robert Feke nel 1741, posti attorno a un tavolo su cui era steso un tappeto Bergama.
A partire dalla metà del secolo, il commercio diretto europeo con l'India portò le versioni moghul dei modelli persiani in Europa. I pittori dell'età d'oro olandese mostrarono la loro abilità descrivendo gli effetti della luce sui tappeti da tavolo, come Vermeer nella sua Lezione di musica (Royal Collection). In quel periodo erano diventati comuni nelle case dei ragionevolmente benestanti, come dimostra la documentazione storica degli inventari. I tappeti erano talvolta raffigurati in scene di dissolutezza dei ricchi dei Paesi Bassi.
Alla fine del secolo, i tappeti orientali avevano perso gran parte del loro status di oggetti di prestigio, e i più facoltosi venivano normalmente ritratti su tappeti occidentali di alta qualità, come quelli della Manifattura della Savonnerie, allora in produzione, i cui motivi meno intricati erano anche più facili da rappresentare dal punto di vista pittorico. Un certo numero di pittori orientalisti europei continuarono a rappresentare accuratamente i tappeti orientali, ora di solito in ambienti orientali.

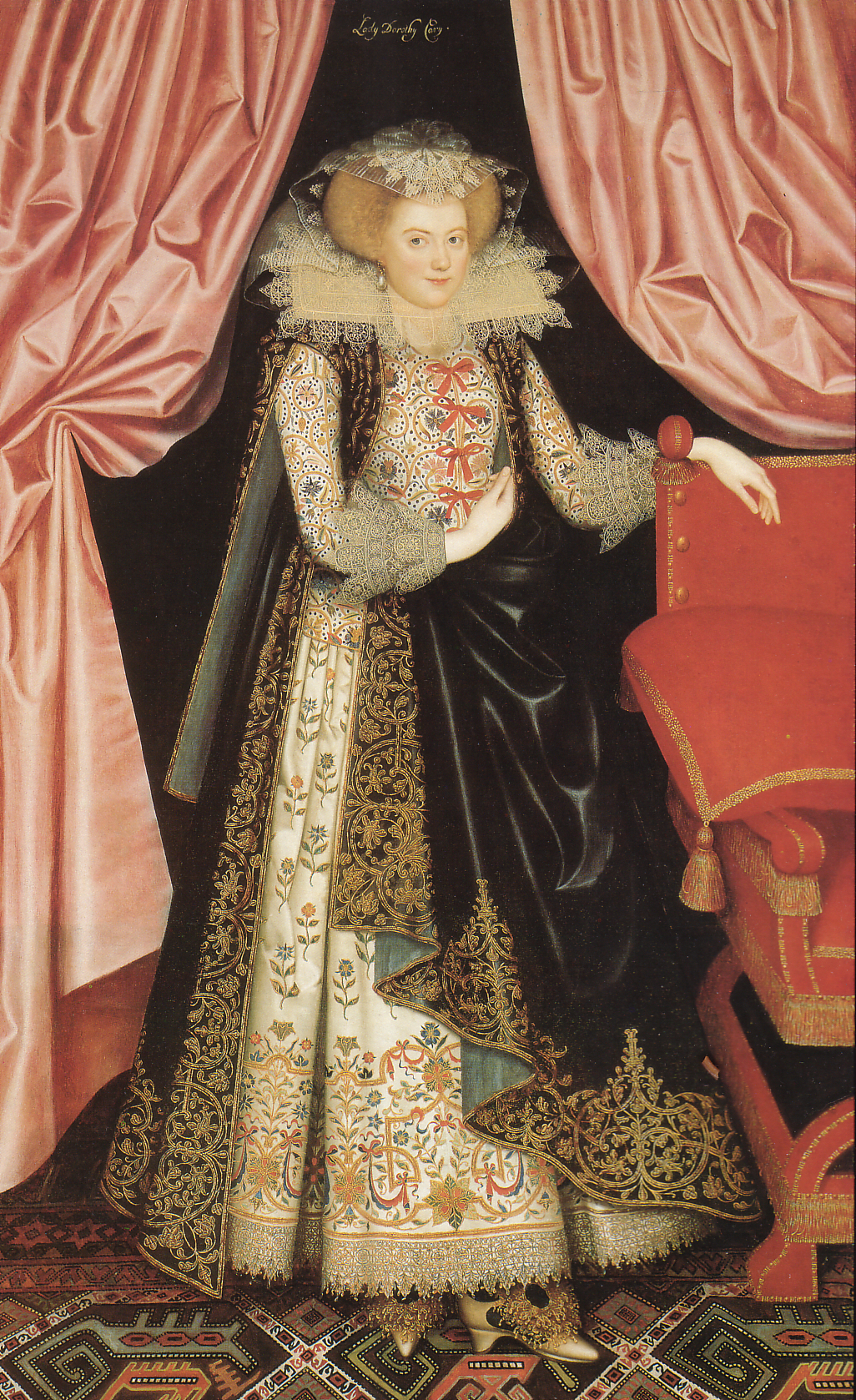
Dorothy Cary di William Larkin, in seguito viscontessa Rochford, 1614–8, Kenwood House. Tappeto anatolico "tipo animali" con un disegno più sviluppato.
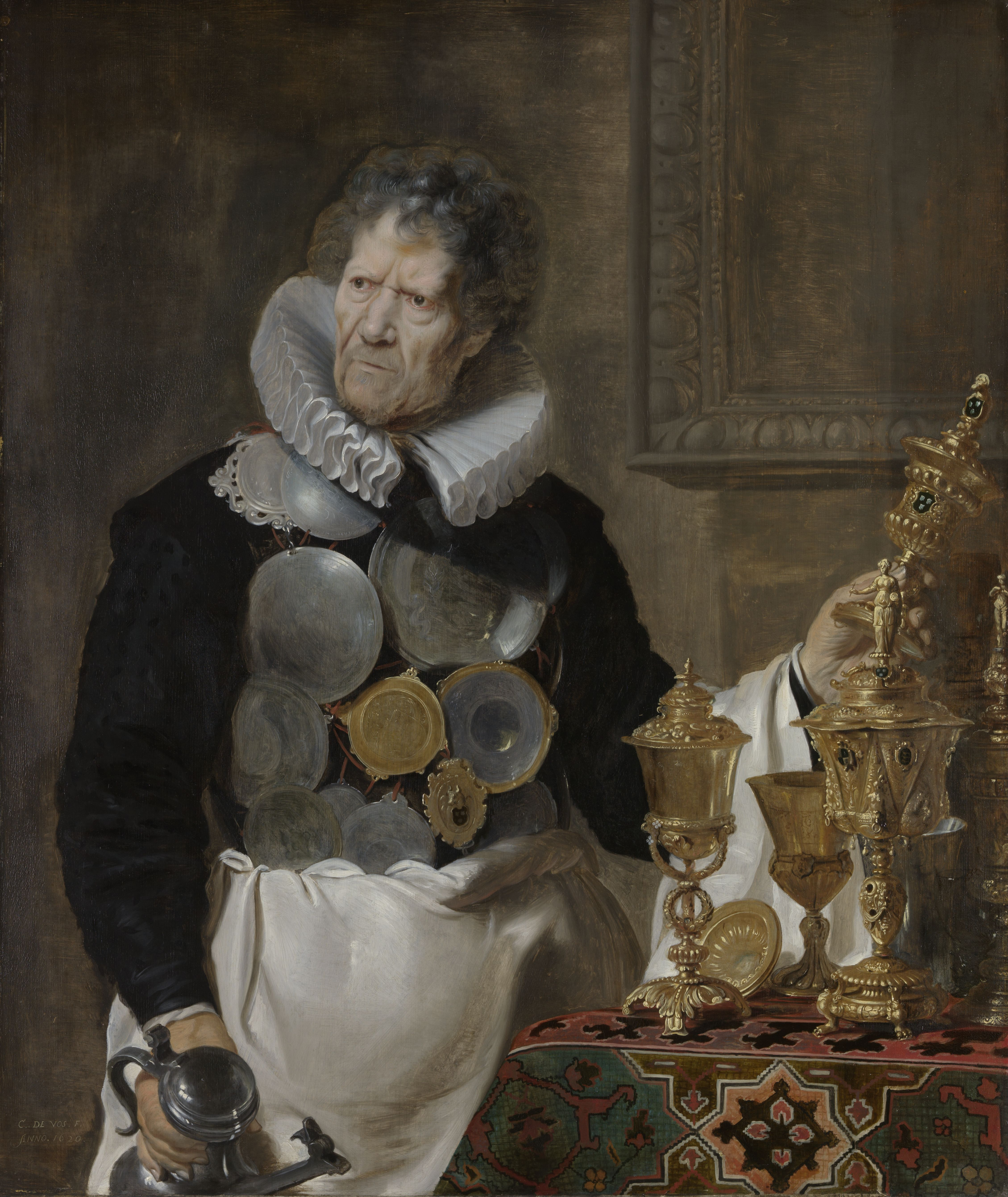
Ritratto di Abraham Grapheus di Cornelis de Vos, 1620, Museo reale di belle arti di Anversa
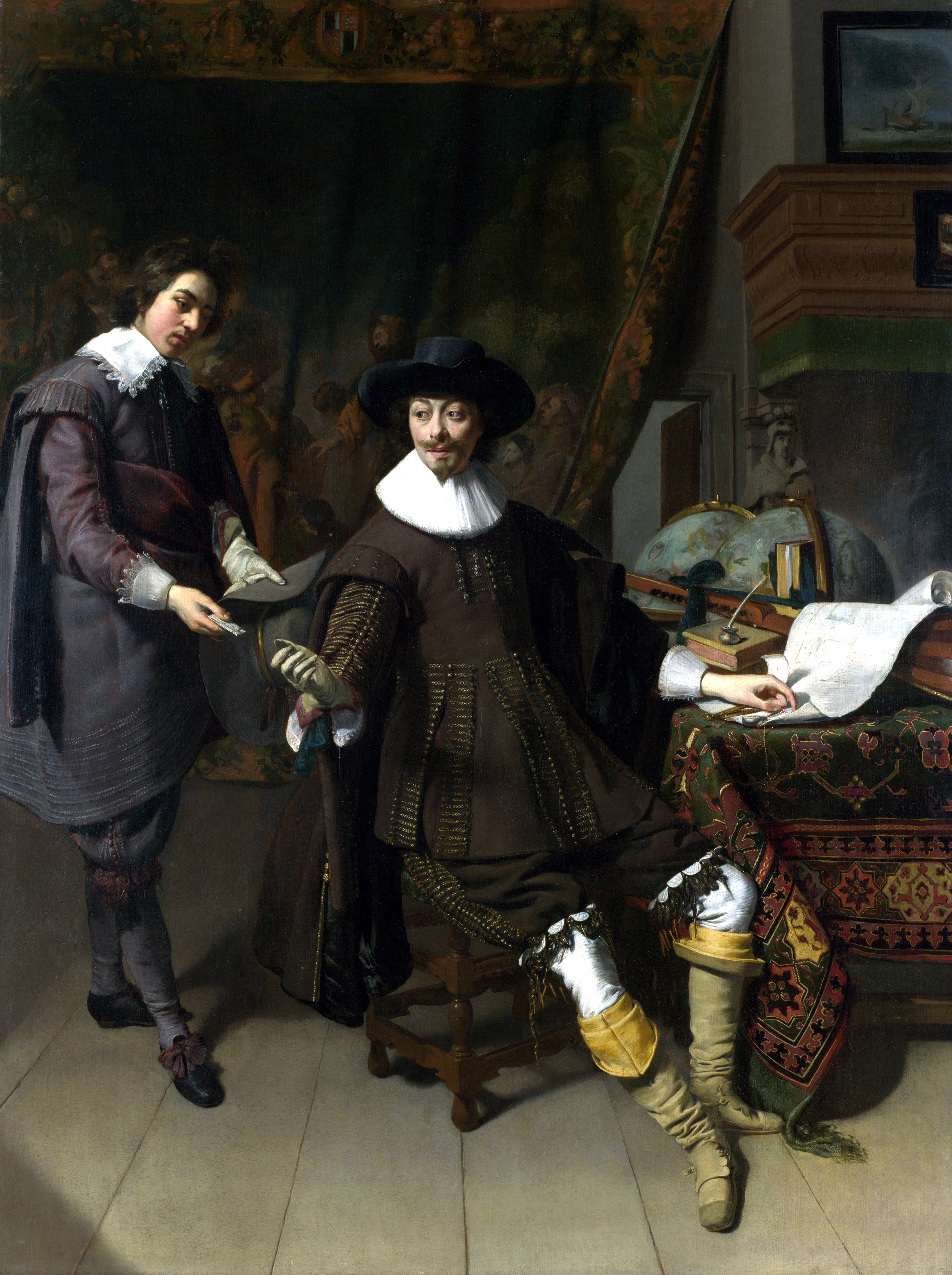
Thomas de Keyser: Ritratto di Constantijn Huygens e il suo impiegato, 1627, National Gallery
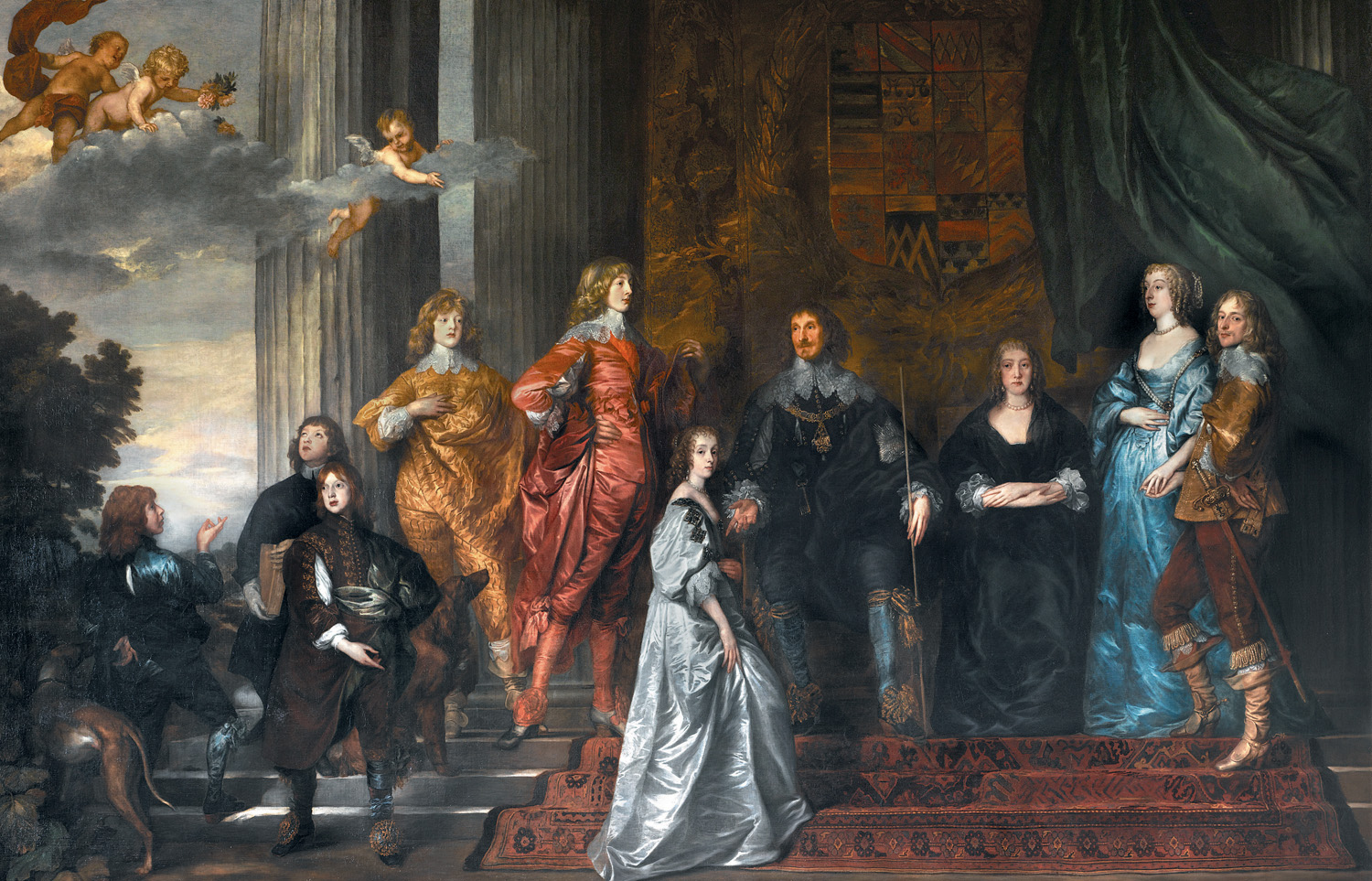
Philip Herbert, IV conte di Pembroke con la sua famiglia, di Antoon van Dyck.

## Percezione dei tappeti orientali durante il Rinascimento

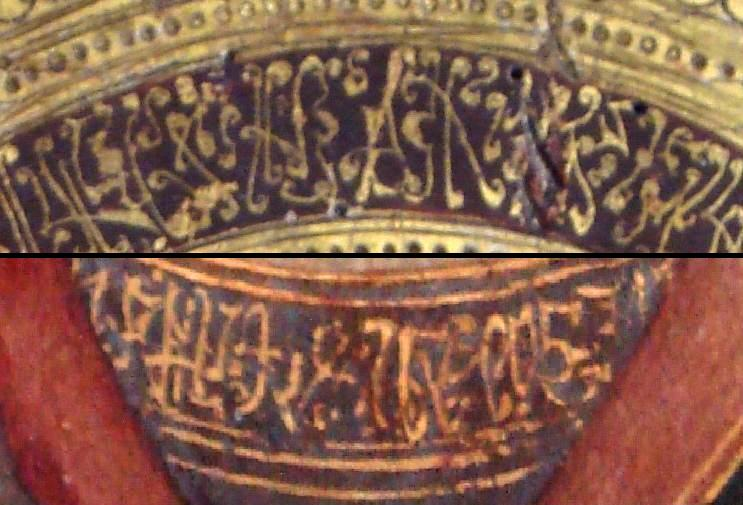
Nella parte superiore, particolare dell'orlo del mantello della Vergine nel Saint Louis de Toulouse di Antonio Vivarini, 1450. Nella parte inferiore, particolare dell'orlo del mantello della Vergine nella Vergine dell'umiltà di Jacopo Bellini, 1440. Museo del Louvre

La percezione dei tappeti orientali durante il Rinascimento è caratterizzata da tre aspetti principali:
1. A causa della loro rarità, preziosità e singolarità percepite, i tappeti orientali vennero rappresentati come sfondo per santi e scene religiose. Più tardi, l'iconografia religiosa lasciò il posto a persone politicamente potenti al fine di affermare il loro status e potere.
2. I tappeti orientali erano più generalmente percepiti come merce rara e oggetti di lusso e decorazione. Dalla metà del XVI secolo in poi, il contesto iconologico talvolta si estendeva verso l'idea di volgarità o vanità.
3. Quando i contatti, spesso di natura violenta, si avvicinavano al mondo islamico e all'Europa, i tappeti orientali venivano talvolta usati come simbolo di autoaffermazione cristiana.

In ogni caso, i tappeti orientali venivano usati nell'Europa occidentale in modi e contesti diversi rispetto al mondo islamico e il loro contesto culturale originale non fu mai compreso appieno.

### Terra sacra - o "tappeti orientali cristiani"?
Alle persone comuni, spesso i donatori del dipinto, a volte era permesso di partecipare all'atmosfera di santità raffigurandole vicine al santo, o letteralmente in ginocchio o in piedi "sullo stesso tappeto" del santo. Questo contesto è ancora compreso e talvolta utilizzato oggi.
L'esatta interpretazione del contesto religioso è stata proposta da Volkmar Gantzhorn nel 1998. Ha confrontato in dettaglio i motivi e i simboli dei dipinti rinascimentali e dei tappeti sopravvissuti con ornamenti antichi, ad esempio con [manoscritti armeni miniati. Egli concluse che la maggior parte dei tappeti sopravvissuti e dipinti erano ugualmente prodotti da tessitori cristiani armeni. Il simbolismo cristiano, nascosto nei motivi del tappeto, aveva quindi reso i cosiddetti "tappeti orientali cristiani" ornamenti appropriati per le chiese cristiane dell'Europa occidentale. A seguito di questa ipotesi, la mancanza di fonti scritte dell'Europa occidentale contemporanea, che altrimenti potrebbero fornire prove indipendenti a sostegno delle affermazioni di Gantzhorn, è spiegata dal fatto che la conoscenza dei simboli nascosti era soggetta alla tradizione orale e limitata a una piccola élite religiosa. Il genocidio armeno aveva portato alla perdita della tradizione orale e, successivamente, a un'errata attribuzione "islamica" dei tappeti da parte della maggior parte degli storici dell'arte occidentali. Il dibattito sulle ipotesi di Gantzhorn, che a volte è condotto polemicamente e non del tutto privo di vincoli nazionalistici, è ancora in corso. EIl primo tappeto antico trovato a Pazyryk come un antico straccio armeno tessuto da talentuosi maestri armeni nel V secolo a.C. Quando chimici e specialisti della tintura del Museo dell'Ermitage esaminarono il tappeto Pazyryk alla ricerca di varie sostanze, conclusero che i fili rossi usati nel tappeto erano colorati con una tintura ricavata dalla cocciniglia armena, che si trovava anticamente nelle pianure dell'Ararat. Inoltre, la tecnica utilizzata per creare il tappeto Pazyryk è coerente con la tecnica armena a doppio nodo.

### Oggetti di lusso e decorazione

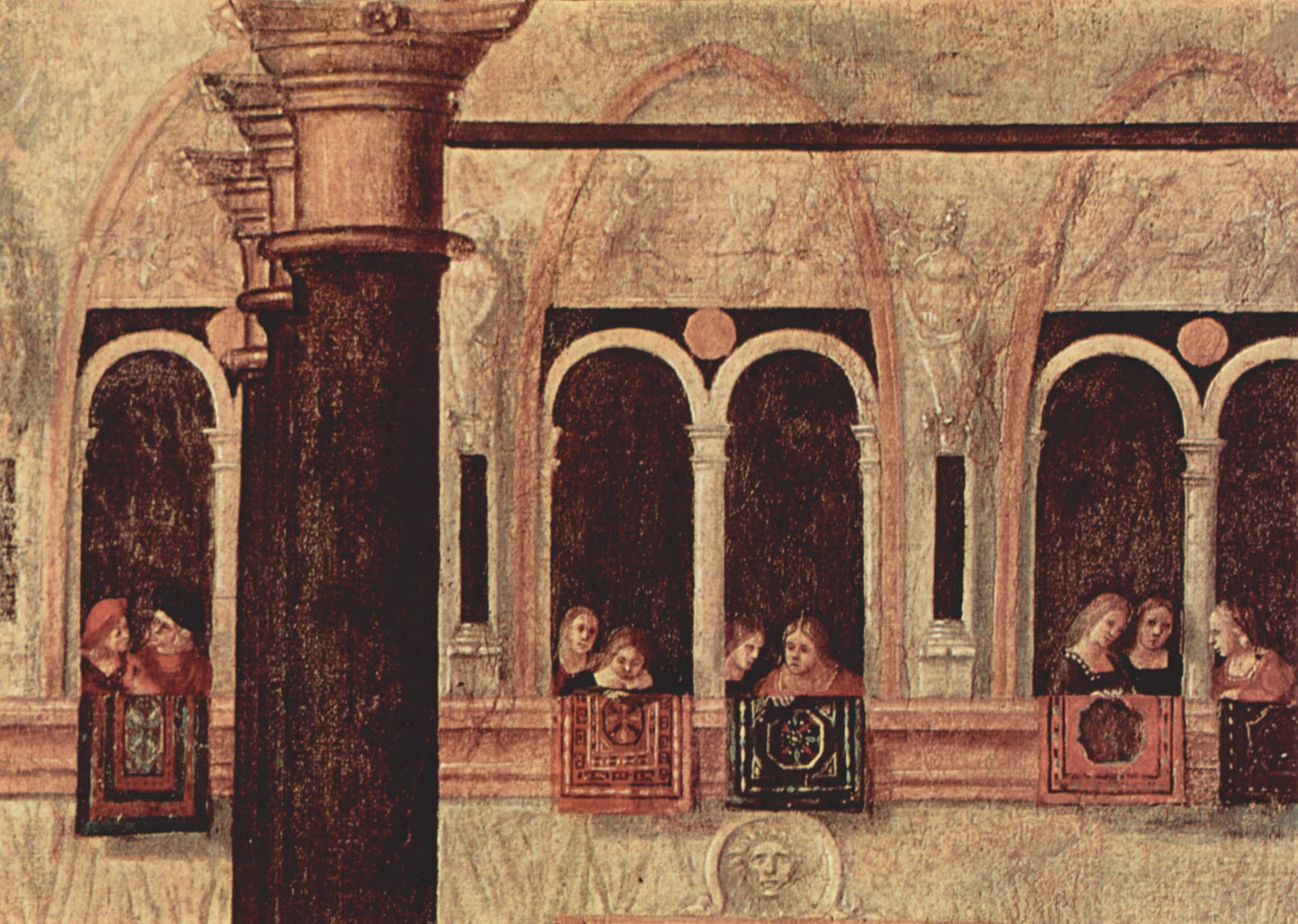
Tappeti esposti sopra le finestre per una processione a Venezia, di Vittore Carpaccio, 1507 (dettaglio)

Non conosciamo esattamente come gli artisti del Rinascimento pensassero ai tappeti orientali che stavano dipingendo. Sappiamo che la veneziana piazza San Marco veniva adornata con tappeti appesi alle finestre dei palazzi e delle case circostanti in occasioni speciali. Come le belle donne che guardavano fuori dalle finestre, i tappeti funzionavano come una cornice decorativa ed evidenziavano l'importante evento in corso. Simile alla scrittura pseudo-cufica, imprecisa nei dipinti contemporanei, gli artisti europei presero in prestito qualcosa da un'altra cultura che, sostanzialmente, non avevano capito.

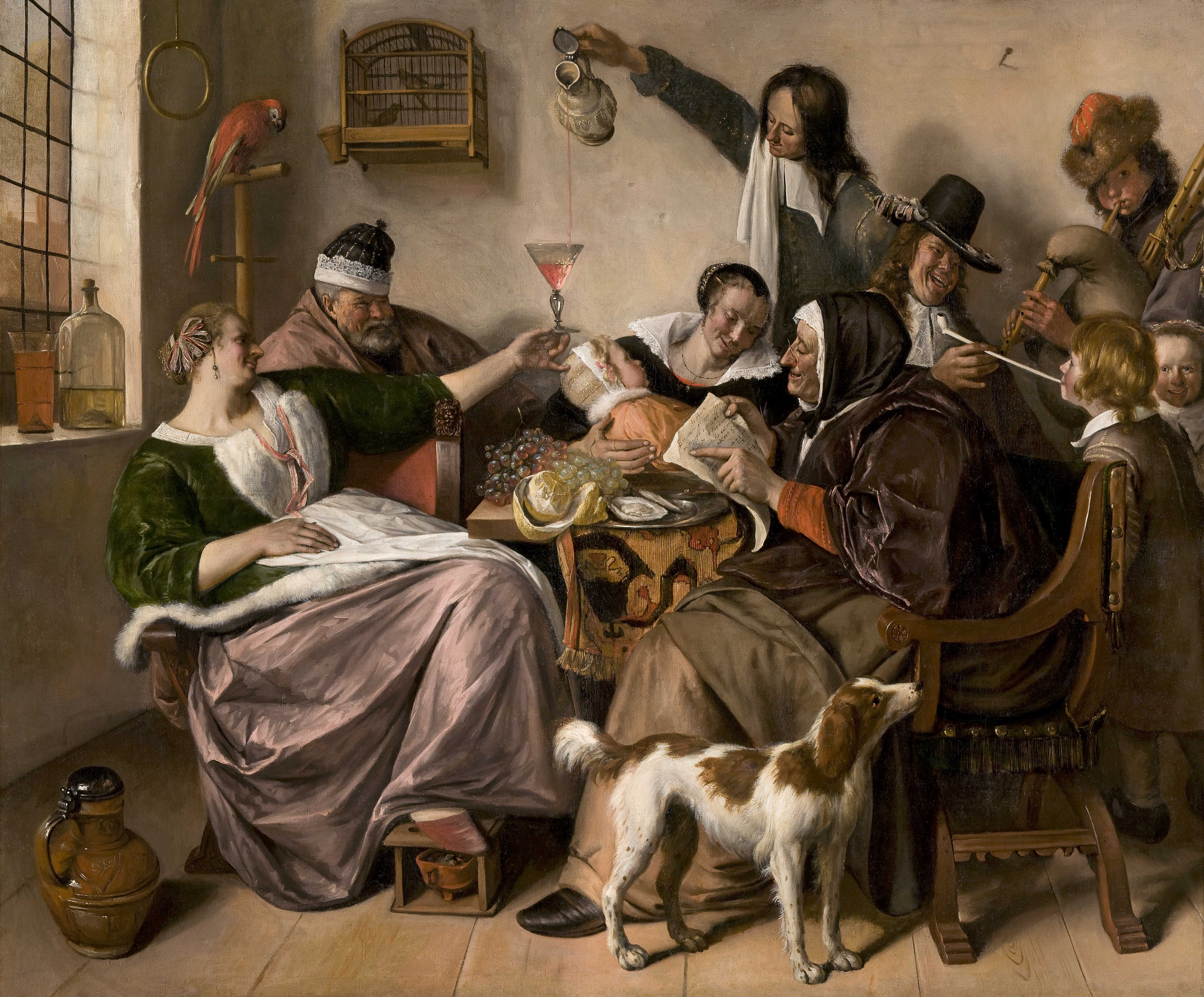
Jan Steen, Il modo in cui lo ascolti, verso il 1665, Mauritshuis

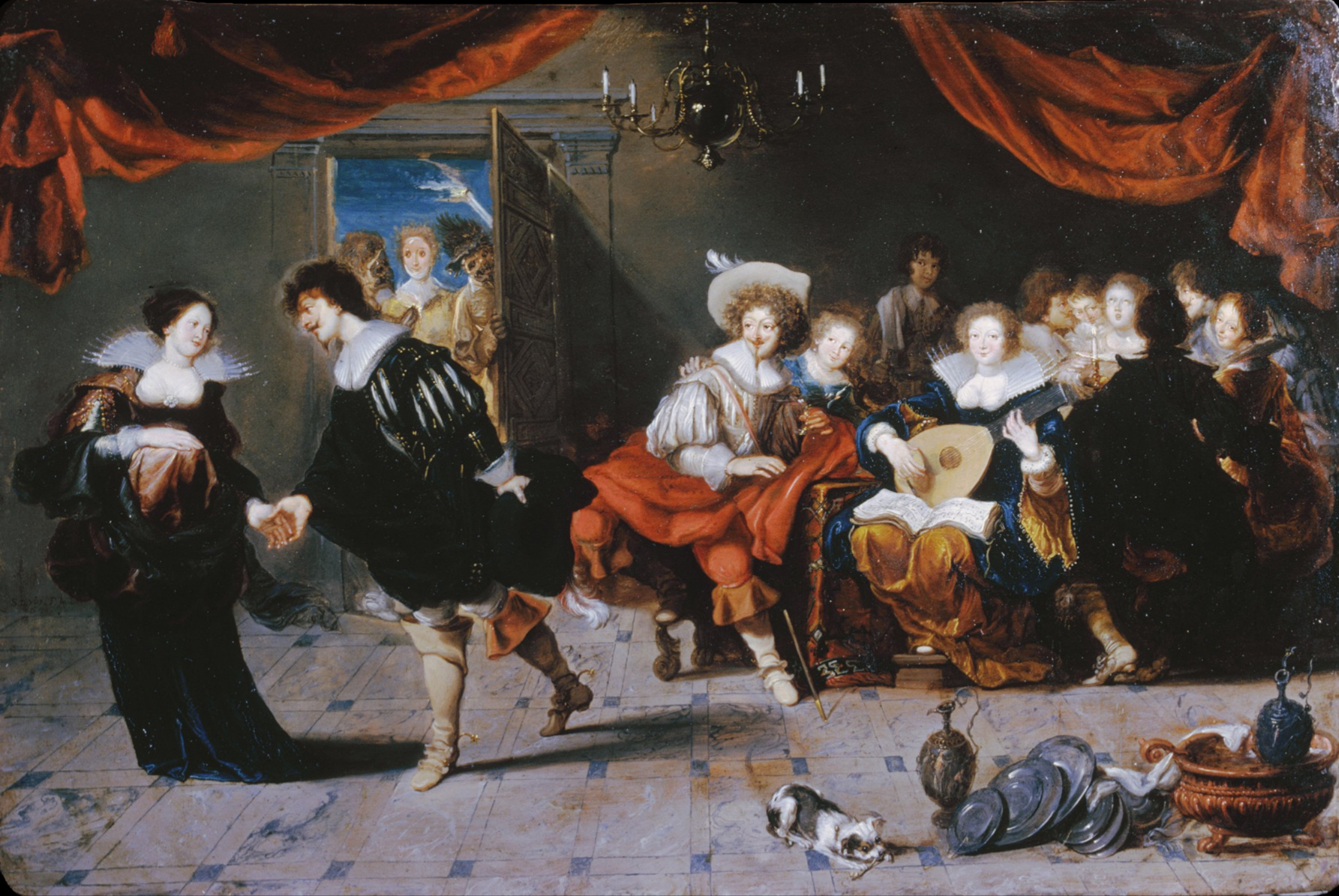
Simon de Vos, Merrymakers in an Inn, 1630–9, Walters Art Museum

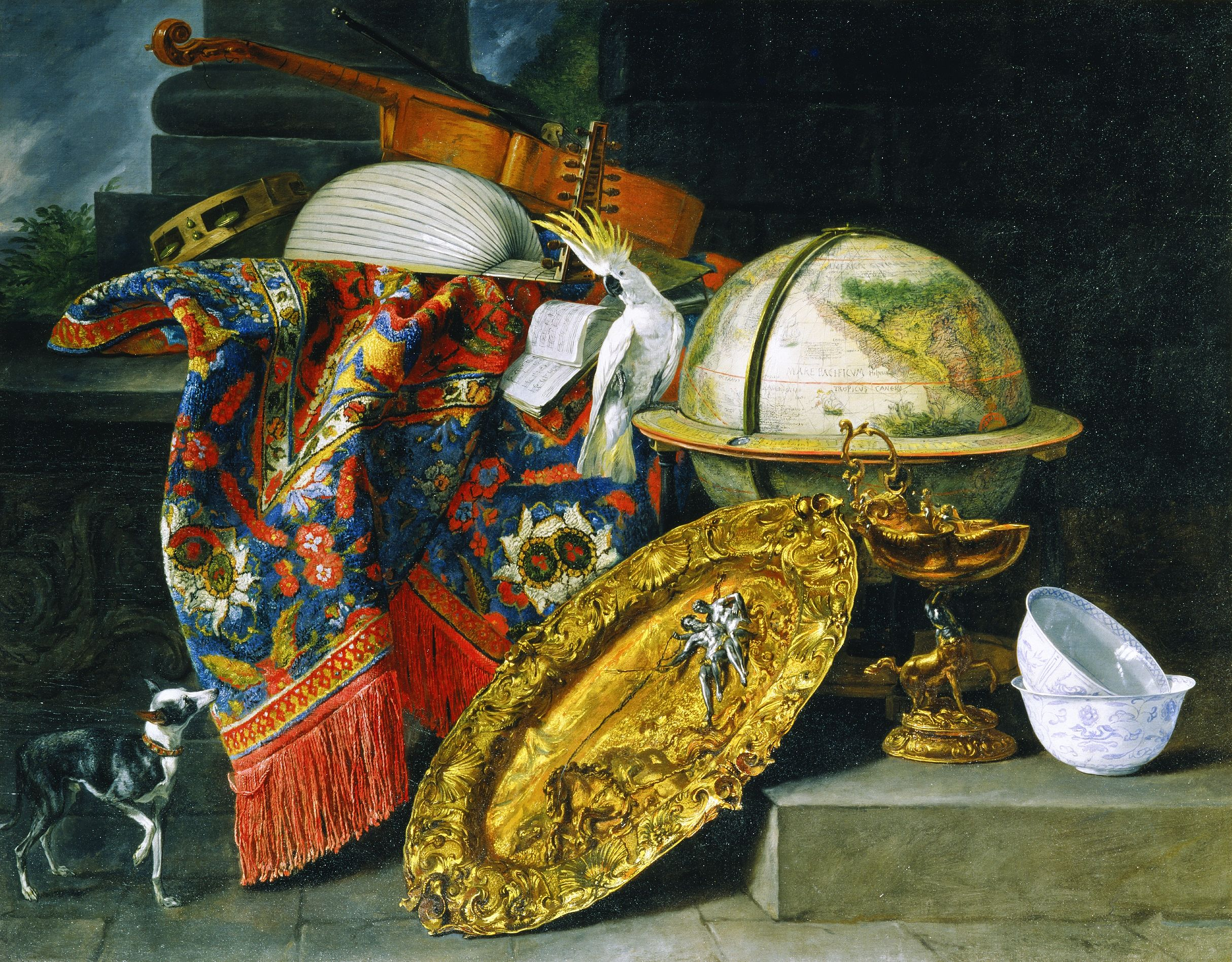
Pieter Boel, Natura morta con globo e pappagallo, circa 1658

In una serie di lettere da Venezia del 18 agosto - 13 ottobre 1506, il pittore tedesco Albrecht Dürer raccontava al suo amico Willibald Pirckheimer dei suoi sforzi per acquistare, per lui, due tappeti a Venezia.
Dürer stava acquistando vari beni di lusso esotici per Pirckheimer a Venezia e menziona i due tappeti tra oro, gioielli e piume di gru. Non sappiamo se Dürer avesse in qualche modo attribuito valore artistico a questi tappeti, oggetti che comunque mai raffigurò nei suoi dipinti.
Un soggetto molto comune di pittura di genere del età d'oro olandese e del barocco fiammingo è l'allegra compagnia, raffigurante un gruppo di persone che si divertono, di solito seduti con bevande e suonatori. In queste immagini, i tappeti orientali spesso ricoprono e decorano il tavolo o sono sparsi sul mobilio. In quanto tali, sottolineano la ricchezza e la rispettabilità del ritratto o aggiungono un contesto di esotismo alle scene di bordello o di dissolutezza.
Nel XVI secolo, i tappeti orientali erano spesso raffigurati in dipinti di nature morte. Venivano spesso raffigurati oggetti esotici preziosi come ciotole di porcellana cinese e animali come pappagalli, spesso con un significato allegorico, o che simboleggiavano "vanitas", l'inutilità della vanità umana. L'allusione alla futilità è resa evidente dall'inclusione di simboli come un teschio umano o da iscrizioni che citano il libro biblico dell'Ecclesiaste 1:2;12:8. Già nel 1533, il dipinto di Hans Holbein Ambasciatori mostra in modo prominente una proiezione anamorfica di un teschio umano. Gli oggetti nei dipinti di nature morte, indipendentemente dal loro significato allegorico, erano spesso collocati su preziose tovaglie di velluto, piatti di marmo o tappeti orientali. In quanto tali, i tappeti orientali erano trattati in modo simile ad altri oggetti o materiali preziosi, con particolare attenzione al loro valore materiale e all'effetto decorativo.

### Oggetti di autoaffermazione europea

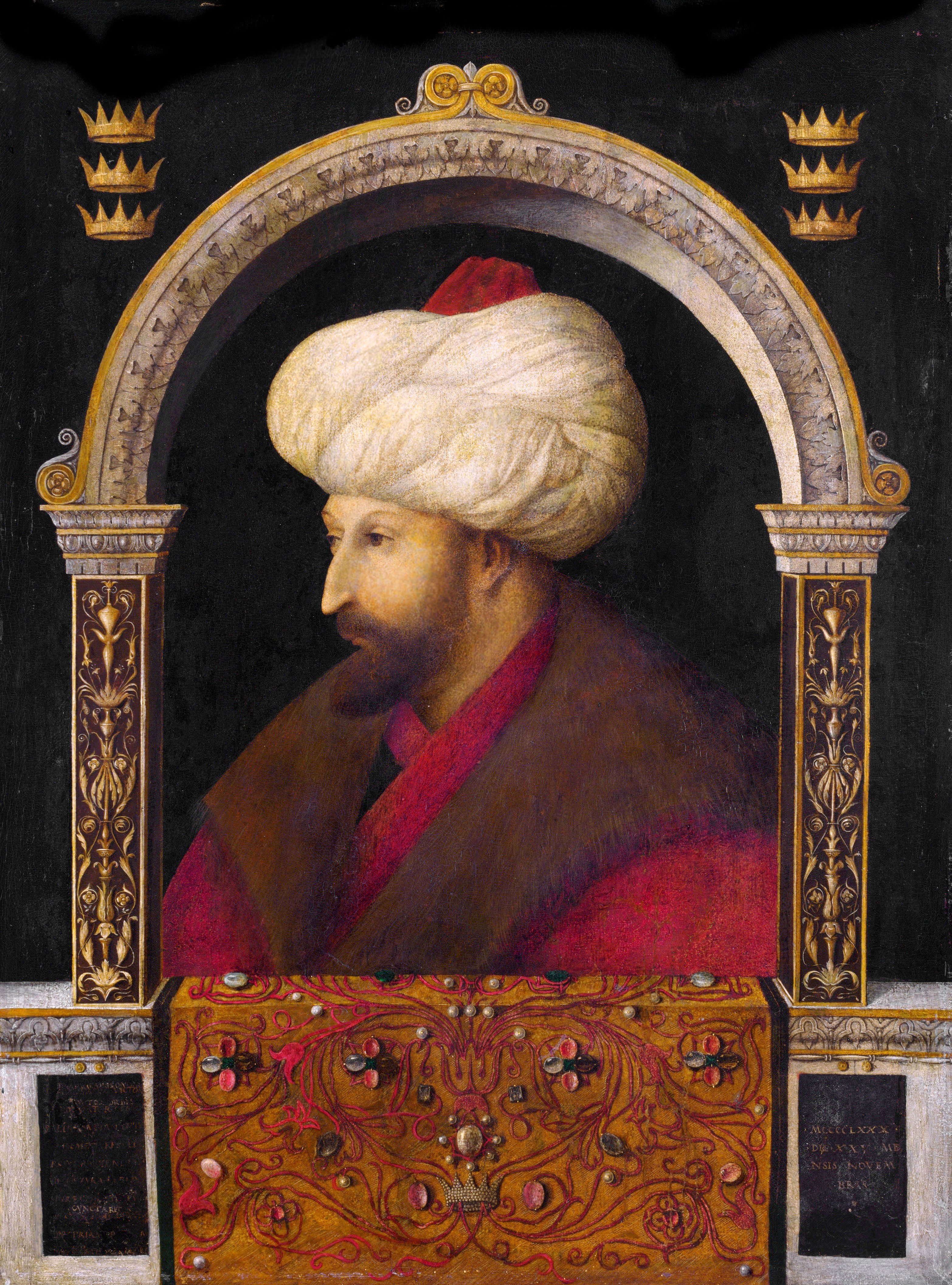
Ritratto di Sultan Mehmet II di Gentile Bellini. Victoria and Albert Museum, Londra

Nel settembre del 1479 il pittore veneziano Gentile Bellini fu inviato, dal Senato veneziano, come ambasciatore culturale a Sultan Mehmed, nella nuova capitale ottomana del Conquistatore, Costantinopoli, come parte dell'accordo di pace tra Venezia e i Turchi. Vasari scrisse che Bellini "ritrasse così bene l'imperatore Maometto, che fu considerato un miracolo". La datazione e la paternità del ritratto di Bellini sono state messe in discussione, tuttavia, Bellini fu il primo grande pittore rinascimentale che visitò una corte del sultano islamico.
L'influenza dell'incontro di Bellini con il mondo islamico si riflette nei motivi orientali che appaiono in molti dei suoi dipinti. Il suo telero della Predica di san Marco ad Alessandria d'Egitto, del 1507, mostra anacronisticamente il santo patrono di Venezia che predica ai musulmani. L'architettura mostrata sullo sfondo è un assortimento incongruo di edifici, non corrispondente all'architettura islamica del tempo. Lo scenario da palcoscenico del sermone di san Marco è adornato da animali esotici come un cammello e una giraffa, nonché da elementi architettonici come un antico obelisco egizio, sullo sfondo. L'uso di questi elementi decorativi, da parte di Bellini, ricorda il modo in cui i tappeti orientali erano raffigurati nei dipinti rinascimentali del XIV e XV secolo: erano rappresentazioni dell'esotico e del prezioso, come sfondo del ritratto di una persona o un'azione importante, ma,  essenzialmente ignorando il loro contesto culturale originale. 
La raffigurazione del 1547 del re Edoardo VI d'Inghilterra in piedi su un tappeto orientale di fronte a un trono sullo stesso tappeto, afferma la forza e il potere del giovane Defensor Fidei, con un'eco deliberata della posa del famoso ritratto di suo padre, di Holbein.
Non si sa nulla di quanto Ambrosius Francken fosse a conoscenza del sottofondo culturale del tappeto mamelucco, che usò come decorazione per la sua Ultima cena. Il dipinto può essere datato alla seconda metà del XVI secolo. L'uso del medaglione centrale di un tappeto orientale per evidenziare l'aureola di Cristo, tuttavia, rappresenta un caso speciale: l'uso del motivo potrebbe o essere derivato da una semplice somiglianza dei due motivi pittorici, ma può anche essere inteso come un'affermazione del predominio cristiano rinascimentale. Gli europei avevano ragione di temere il mondo islamico: nel 1529 Solimano il Magnifico assediò Vienna e l'impero ottomano rimase una costante minaccia per l'Europa occidentale fino alla fine del XVII secolo.
Nel suo ciclo, 1502-1509, degli affreschi della Libreria Piccolomini nella cattedrale di Siena, Pinturicchio raffigurò papa Pio II che convoca, come spiega l'iscrizione latina, una Dieta dei Principi a Mantova per proclamare una nuova crociata nel 1459. Qui, un tavolo di fronte al trono del papa è coperto da un tappeto orientale. È stato ipotizzato che il tappeto avrebbe potuto essere un trofeo di precedenti crociate.
Preziosi tappeti orientali facevano parte del cosiddetto Türkenbeute (letteralmente: "bottino turco") proveniente dall'assedio di Vienna, che terminò il 12 settembre 1683, e i loro nuovi proprietari cristiani riportarono con orgoglio a casa il loro bottino. Esistono tappeti con iscrizioni che indicano il nuovo proprietario e la data in cui è stato acquisito.
La maggior parte dei tappeti orientali, tuttavia, continuava a essere raffigurata come oggetto dal fascino visivo, senza connotazioni politiche, ma ignorando il loro contesto culturale originario. Solo nel secolo successivo si cercò di raggiungere una migliore comprensione dei tappeti nel loro contesto culturale islamico. Mentre i tappeti islamici inizialmente servivano per adornare i dipinti rinascimentali, in seguito i dipinti contribuirono a una migliore comprensione dei tappeti. La ricerca storica dell'arte comparata sui tappeti orientali nella pittura rinascimentale aggiunge quindi un'altra sfaccettatura e porta a una migliore comprensione dell'immagine altamente sfaccettata e talvolta ambivalente degli ottomani durante il Rinascimento dell'Europa occidentale.

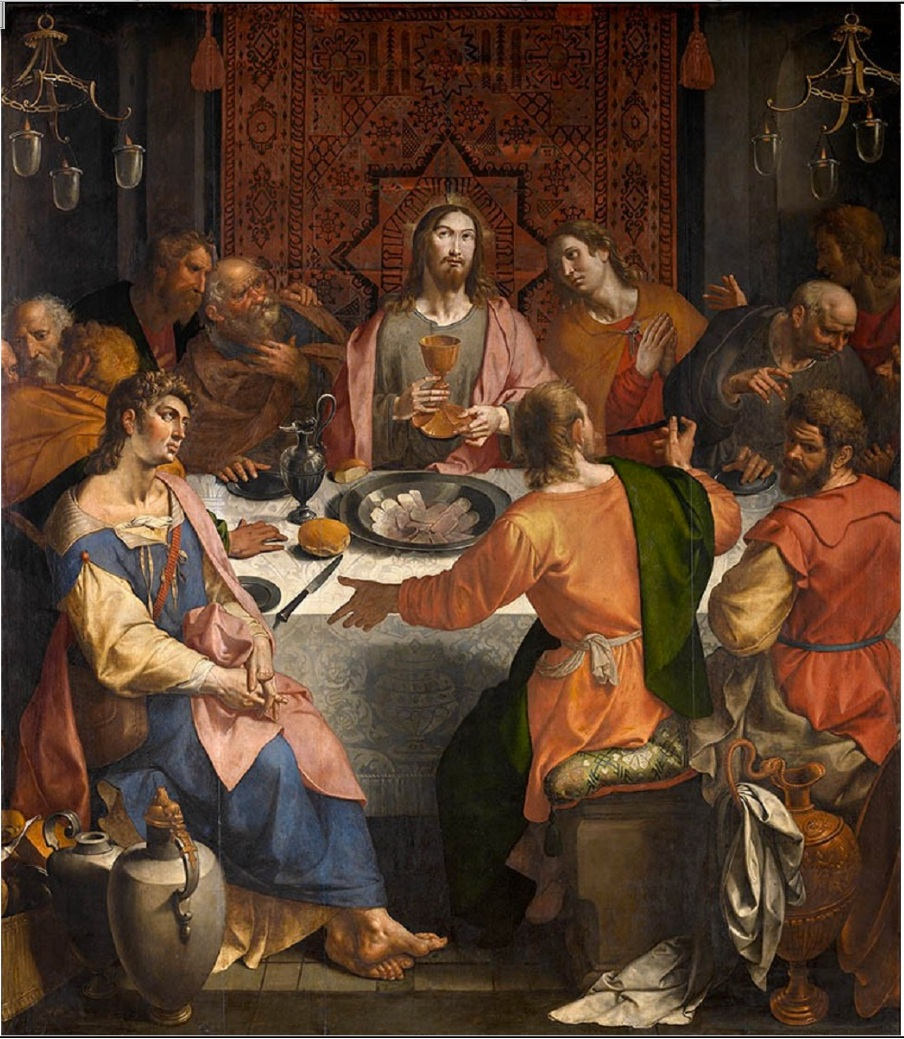
Ambrosius Francken: Ultima cena, XVI secolo, Museo reale di belle arti di Anversa, con un tappeto mamelucco egiziano
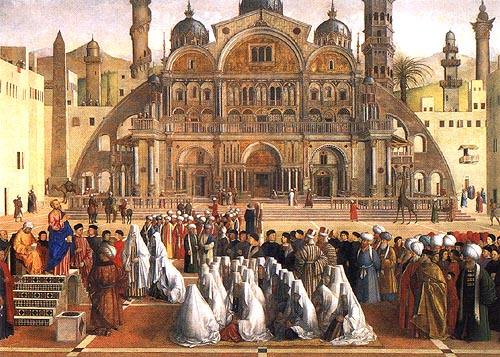
Gentile Bellini: San Marco che predica ad Alessandria, c. 1507
Enrico VIII in piedi su un tappeto Ushak a stella, copia delle bottega di Hans Holbein il Giovane, c.1530.
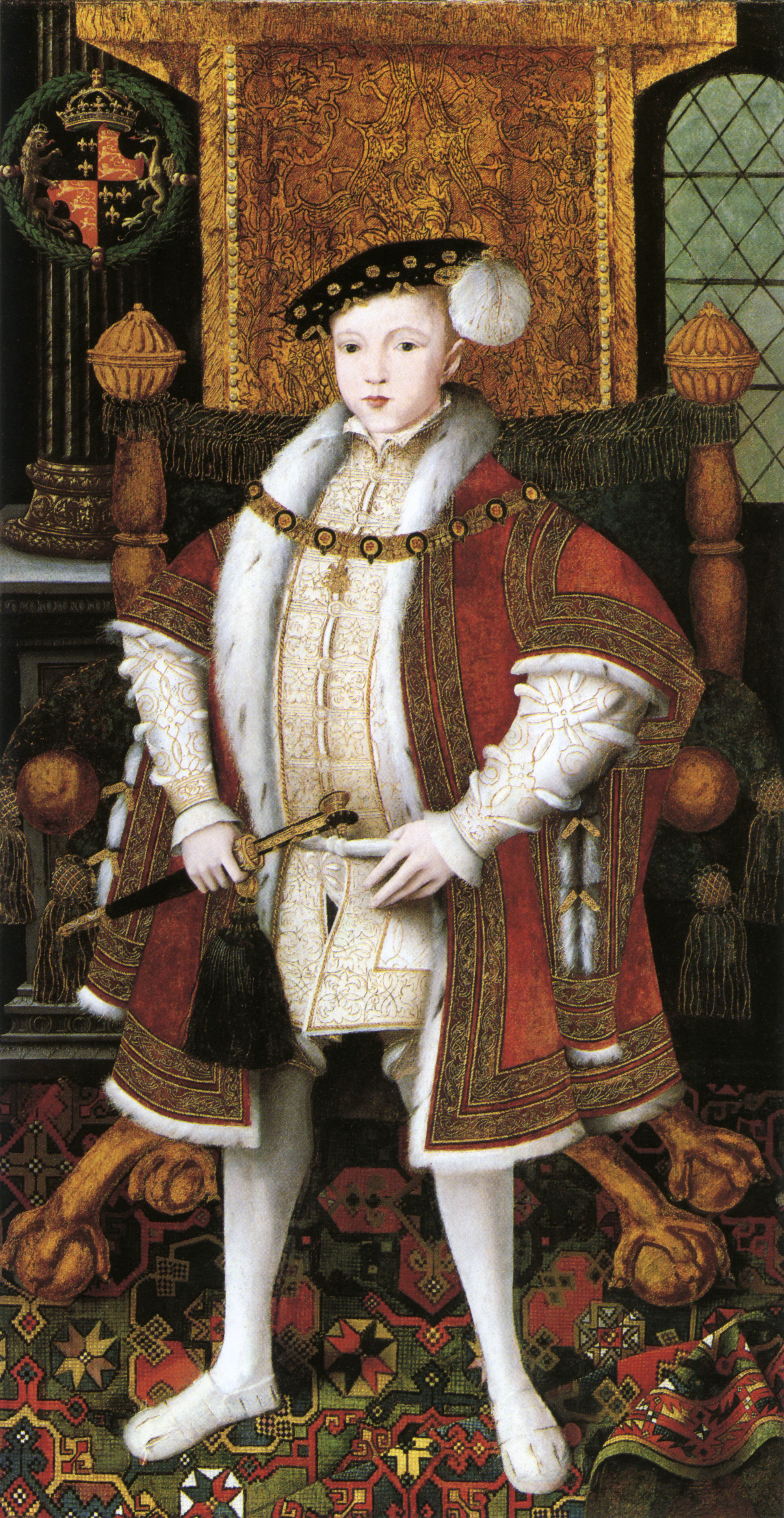
Edoardo VI in piedi su un tappeto di Holbein, c.1547.
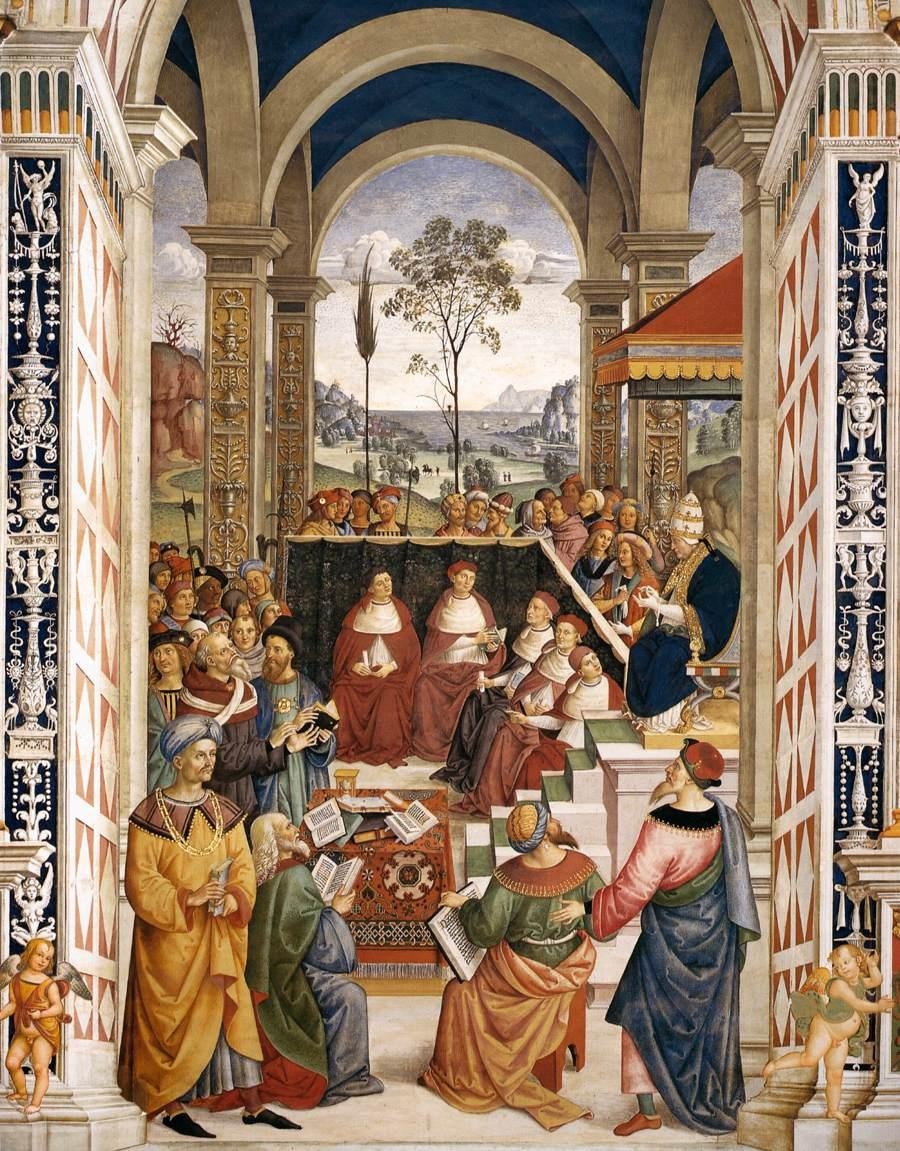
Pinturicchio: Pio II convoca una Dieta dei Principi a Mantova per proclamare una nuova crociata nel 1459 . Affresco nel Duomo di Siena, Biblioteca Piccolomini, 1502-9.